# Трећа лига Црне Горе у фудбалу 2021/22 — Центар
Трећа лига Црне Горе у фудбалу 2021/22. — Центар, било је 16 такмичење у оквиру Треће лиге организовано од стране фудбалског савеза Црне Горе од оснивања 2006. и треће такмичење организовано након реорганизације Средње регије у Удружење клубова Центар. То је једна од три регије трећег степена такмичења у Црној Гори у сезони 2021/22. поред регија Сјевер и Југ.
Првак регије Центар за сезону 2020/21. — ОФК Младост ДГ, завршио је на првом мјесту у баражу против побједника регије Југ — Цетиња и побједника регије Сјевер — Ибра и пласирао се у Другу лигу Црне Горе за сезону 2021/22, док је из Друге лиге у трећу лигу Центар испала Дрезга.
У лиги је такмичење почело 16 клубова и било је предвиђено да се игра двокружним бод системом, свако са сваким кући и на страни по једном. Првак регије, на крају сезоне је играо у баражу са првацима друге двије регије, гдје је свако са сваким играо по једну утакмицу, домаћини су одлучени жријебом, а двије најбоље екипе обезбиједиле су пласман у Другу лигу.
Након четвртог кола, Братство је иступило из лиге и престало са такмичењем. У 10. колу, Зора је побиједила Олимпико 13:3; у 11. колу Интернационал је побиједио ОФК Спуж 17:2 у гостима, док је у 14. колу ОФК Никшић побиједио ОФК Спуж 12:2 у гостима, а ОФК Спуж је иступио из лиге прије почетка другог дијела сезоне, након 15 кола. Од петог кола, у сваком колу је био слободан један клуб, док су од 16 кола у сваком колу била слободна два клуба, изузев када је било предвиђено да Братство и ОФК Спуж играју међусобно. Сви резултати који су остварени на утакмицама Братства и ОФК Спужа прије иступања, поништени су. У другом дијелу сезоне, Рибница је изгубила неколико утакмица са више од десет примењених голова, од чега од Искре 2 11:0 у 20. колу, од Црвене стијене 0:12 у 21. колу, од Зоре 1:12 у 26. колу, као и од Интернационала 0:17 у 29. колу.
Титулу је освојио ОФК Никшић, три бода испред Интернационала, а у баражу, остварио је обје побједе и пласирао се у Другу лигу за сезону 2022/23.

### Клубови у сезони 2021/22.
| Клуб           | Мјесто      | Стадион                      | Капацитет | Позиција у сезони 2020/21. |
| -------------- | ----------- | ---------------------------- | --------- | -------------------------- |
| Адриа          | Подгорица   | ДГ арена                     | 4.300     | 8                          |
| Братство       | Подгорица   | Стадион ФК Братство          | 1.000     | 10                         |
| Дрезга         | Подгорица   | Стадион ФК Дрезга            | 2.000     | 10 у Другој лиги           |
| Забјело        | Подгорица   | Стадион ФК Забјело           | 1.000     | 5                          |
| Зора           | Даниловград | Стадион ФК Зора              | 3.000     | —                          |
| Иларион        | Голубовци   | Свети Јован Владимир         | 1.000     | 7                          |
| Иларион 2      | Голубовци   | Свети Јован Владимир         | 1.000     | —                          |
| Интернационал  | Подгорица   | Стадион Доњи Кокоти          | 1.000     | —                          |
| Искра 2        | Даниловград | Стадион браће Велашевић      | 2.000     | —                          |
| Кариоке        | Подгорица   | Помоћни стадион ФК Будућност | 1,000     | 11                         |
| ОФК Никшић     | Никшић      | Стадион ОФК Никшић           | 1.000     | 2                          |
| Олимпико       | Голубовци   | Стадион Трешњица             | 4,000     | 13                         |
| Полет старс    | Никшић      | Стадион под Требјесом        | 1.000     | 6                          |
| ОФК Спуж       | Даниловград | Стадион ФК Зора              | 3.000     | 9                          |
| Рибница        | Подгорица   | Стадион на Конику            | 750       | 12                         |
| Црвена стијена | Подгорица   | Стадион Црвене стијене       | 1.000     | 3                          |

## Резултати
Домаћини су наведени у лијевој колони
|     | Екипа          | 1     | 2   | 3     | 4     | 5      | 6     | 7     | 8      | 9     | 10    | 11    | 12     | 13    | 14  | 15     | 16     |
| --- | -------------- | ----- | --- | ----- | ----- | ------ | ----- | ----- | ------ | ----- | ----- | ----- | ------ | ----- | --- | ------ | ------ |
| 1.  | Адриа          | XXX   | XXX | 3 : 6 | 2 : 2 | 0 : 1  | 2 : 2 | 0 : 3 | 1 : 7  | 4 : 6 | 6 : 0 | 0 : 2 | 4 : 1  | 1 : 4 | XXX | 2 : 0  | 0 : 4  |
| 2.  | Братство       | XXX   | XXX | XXX   | XXX   | XXX    | XXX   | XXX   | XXX    | XXX   | XXX   | XXX   | XXX    | XXX   | XXX | XXX    | XXX    |
| 3.  | Дрезга         | 4 : 3 | XXX | XXX   | 0 : 3 | 3 : 3  | 2 : 4 | 2 : 0 | 2 : 2  | 0 : 0 | 2 : 1 | 1 : 2 | 1 : 2  | 1 : 1 | XXX | 1 : 0  | 0 : 2  |
| 4.  | Забјело        | 3 : 1 | XXX | 0 : 0 | XXX   | 1 : 0  | 3 : 2 | 4 : 0 | 0 : 0  | 1 : 0 | 4 : 0 | 0 : 1 | 6 : 0  | 0 : 2 | XXX | 12 : 1 | 3 : 0  |
| 5.  | Зора           | 2 : 3 | XXX | 6 : 6 | 0 : 3 | XXX    | 4 : 1 | 5 : 0 | 0 : 8  | 3 : 2 | 3 : 2 | 2 : 5 | 13 : 3 | 1 : 1 | XXX | 6 : 1  | 0 : 10 |
| 6.  | Иларион        | 5 : 1 | XXX | 6 : 0 | 4 : 3 | 4 : 1  | XXX   | 8 : 3 | 0 : 1  | 7 : 0 | 5 : 2 | 1 : 3 | 9 : 0  | 0 : 1 | XXX | 1 : 2  | 1 : 0  |
| 7.  | Иларион 2      | 1 : 2 | XXX | 1 : 1 | 1 : 3 | 5 : 1  | 0 : 3 | XXX   | 0 : 5  | 1 : 2 | 2 : 3 | 2 : 6 | 4 : 6  | 0 : 0 | XXX | 5 : 0  | 1 : 7  |
| 8.  | Интернационал  | 4 : 0 | XXX | 3 : 1 | 5 : 0 | 4 : 0  | 3 : 0 | 4 : 0 | XXX    | 7 : 1 | 2 : 0 | 1 : 1 | 3 : 0  | 3 : 1 | XXX | 2 : 0  | 1 : 3  |
| 9.  | Искра 2        | 3 : 1 | XXX | 3 : 2 | 3 : 5 | 7 : 0  | 3 : 4 | 3 : 3 | 0 : 4  | XXX   | 3 : 0 | 0 : 3 | 3 : 0  | 2 : 2 | XXX | 11 : 0 | 1 : 2  |
| 10. | Кариоке        | 2 : 1 | XXX | 1 : 0 | 1 : 2 | 0 : 2  | 1 : 6 | 2 : 1 | 0 : 3  | 3 : 0 | XXX   | 1 : 8 | 2 : 1  | 0 : 1 | XXX | 10 : 0 | 0 : 5  |
| 11. | ОФК Никшић     | 8 : 0 | XXX | 4 : 0 | 1 : 0 | 4 : 0  | 3 : 0 | 7 : 0 | 0 : 0  | 4 : 1 | 4 : 0 | XXX   | 5 : 0  | 1 : 1 | XXX | 9 : 0  | 1 : 0  |
| 12. | Олимпико       | 2 : 1 | XXX | 3 : 7 | 0 : 4 | 0 : 3  | 0 : 3 | 0 : 1 | 1 : 5  | 1 : 9 | 0 : 1 | 1 : 5 | XXX    | —     | XXX | 1 : 6  | 0 : 6  |
| 13. | Полет старс    | 7 : 0 | XXX | 2 : 1 | 0 : 1 | —      | 1 : 6 | 2 : 1 | 0 : 1  | 0 : 1 | 1 : 4 | 0 : 2 | 12 : 0 | XXX   | XXX | 11 : 0 | 1 : 2  |
| 14. | ОФК Спуж       | XXX   | XXX | XXX   | XXX   | XXX    | XXX   | XXX   | XXX    | XXX   | XXX   | XXX   | XXX    | XXX   | XXX | XXX    | XXX    |
| 15. | Рибница        | 0 : 3 | XXX | 1 : 7 | 0 : 5 | 1 : 12 | 1 : 8 | 4 : 0 | 0 : 17 | 1 : 7 | 0 : 5 | 0 : 3 | 1 : 2  | 0 : 1 | XXX | XXX    | 0 : 12 |
| 16. | Црвена стијена | 1 : 1 | XXX | 2 : 2 | 1 : 1 | 4 : 0  | 1 : 3 | 6 : 2 | 0 : 1  | 2 : 1 | 6 : 1 | 1 : 1 | 7 : 0  | 2 : 1 | XXX | 2 : 1  | XXX    |

## Резултати по колима
| 1. коло, 28—29. 8. 2021.       |     |
| Кариоке - Искра 2              | 3:0 |
| Зора - Иларион 2               | 5:0 |
| Забјело - Полет старс          | 0:2 |
| ОФК Спуж - Рибница             | 1:2 |
| Адриа - Иларион                | 2:2 |
| Братство - Дрезга              | 2:2 |
| Интернационал - Црвена стијена | 1:3 |
| ОФК Никшић - Олимпико          | 5:0 |

| 2. коло, 4—5. 9. 2021.      |     |
| Искра 2 - ОФК Спуж          | 6:0 |
| Рибница - ОФК Никшић        | 0:3 |
| Полет старс - Интернационал | 0:1 |
| Иларион 2 - Братство        | 3:0 |
| Дрезга - Забјело            | 0:3 |
| Црвена стијена - Кариоке    | 6:1 |
| Иларион - Олимпико          | 9:0 |
| Адриа - Зора                | 0:1 |

| 3. коло, 11—12. 9. 2021.  |     |
| Кариоке - Полет старс     | 0:1 |
| Зора - Иларион            | 4:1 |
| Интернационал - Дрезга    | 3:1 |
| ОФК Никшић - Искра 2      | 4:1 |
| ОФК Спуж - Црвена стијена | 0:4 |
| Олимпико - Рибница        | 1:6 |
| Забјело - Иларион 2       | 4:0 |
| Братство - Адриа          | 0:3 |

| 4. коло, 18—19. 9. 2021.    |      |
| Зора - Братство             | 3:0  |
| Иларион 2 - Интернационал   | 0:5  |
| Полет старс - ОФК Спуж      | 14:1 |
| Искра 2 - Олимпико          | 3:0  |
| Иларион - Рибница           | 1:2  |
| Црвена стијена - ОФК Никшић | 1:1  |
| Дрезга - Кариоке            | 2:1  |
| Адриа - Забјело             | 2:2  |

| 5. коло, 25—26. 9. 2021.  |     |
| Кариоке - Иларион 2       | 2:1 |
| Рибница - Искра 2         | 1:7 |
| ОФК Никшић - Полет старс  | 1:1 |
| Забјело - Зора            | 1:0 |
| Интернационал - Адриа     | 4:0 |
| Олимпико - Црвена стијена | 0:6 |
| ОФК Спуж - Дрезга         | 1:6 |
| Иларион је био слободан.  |     |

| 6. коло, 2—3. 10. 2021.   |      |
| Дрезга - ОФК Никшић       | 1:2  |
| Полет старс - Олимпико    | 12:0 |
| Иларион - Искра 2         | 7:0  |
| Црвена стијена - Рибница  | 2:1  |
| Адриа - Кариоке           | 6:0  |
| Зора - Интернационал      | 0:8  |
| Иларион 2 - ОФК Спуж      | 0:1  |
| Забјело је било слободно. |      |

| 7. коло, 9—10. 10. 2021.       |     |
| Искра 2 - Црвена стијена       | 1:2 |
| Рибница - Полет старс          | 0:1 |
| Забјело - Иларион              | 3:2 |
| ОФК Спуж - Адриа               | 2:8 |
| Кариоке - Зора                 | 0:2 |
| ОФК Никшић - Иларион 2         | 7:0 |
| Олимпико - Дрезга              | 3:7 |
| Интернационал је био слободан. |     |

| 8. коло, 16—19. 10. 2021. |     |
| Зора - ОФК Спуж           | 1:1 |
| Дрезга - Рибница          | 1:0 |
| Иларион - Црвена стијена  | 1:0 |
| Забјело - Интернационал   | 0:0 |
| Иларион 2 - Олимпико      | 4:6 |
| Адриа - ОФК Никшић        | 0:2 |
| Полет старс - Искра 2     | 0:1 |
| Кариоке су биле слободне. |     |

| 9. коло, 23—24. 10. 2021.    |     |
| Интернационал - Иларион      | 3:0 |
| Искра 2 - Дрезга             | 3:2 |
| Рибница - Иларион 2          | 4:0 |
| Кариоке - Забјело            | 1:2 |
| ОФК Никшић - Зора            | 4:0 |
| Олимпико - Адриа             | 2:1 |
| Црвена стијена - Полет старс | 2:1 |
| ОФК Спуж је био слободан.    |     |

| 10. коло, 30—31. 10. 2021.  |      |
| Иларион 2 - Искра 2         | 1:2  |
| Зора - Олимпико             | 13:3 |
| Дрезга - Црвена стијена     | 0:2  |
| Интернационал - Кариоке     | 2:0  |
| Иларион - Полет старс       | 0:1  |
| Забјело - ОФК Спуж          | 3:0  |
| Адриа - Рибница             | 2:0  |
| ОФК Никшић је био слободан. |      |

| 11. коло, 6—7. 11. 2021.   |      |
| Полет старс - Дрезга       | 2:1  |
| ОФК Спуж - Интернационал   | 2:17 |
| Кариоке - Иларион          | 1:6  |
| ОФК Никшић - Забјело       | 1:0  |
| Црвена стијена - Иларион 2 | 6:2  |
| Искра 2 - Адриа            | 3:1  |
| Зора - Рибница             | 6:1  |
| Олимпико је био слободан.  |      |

| 12. коло, 13—17. 11. 2021. |                     |
| Кариоке - ОФК Спуж         | 3:0                 |
| Интернационал - ОФК Никшић | 1:1                 |
| Забјело - Олимпико         | 6:0                 |
| Иларион 2 - Полет старс    | 0:0                 |
| Адриа - Црвена стијена     | 0:4                 |
| Иларион - Дрезга           | 6:0                 |
| Зора - Искра 2             | 3:2 (17. 12. 2021.) |
| Рибница је била слободна.  |                     |

| 13. коло, 20—21. 11. 2021. |     |
| Полет старс - Адриа        | 7:0 |
| ОФК Никшић - Кариоке       | 4:0 |
| Црвена стијена - Зора      | 4:0 |
| Дрезга - Иларион 2         | 2:0 |
| ОФК Спуж - Иларион         | 0:3 |
| Рибница - Забјело          | 0:5 |
| Олимпико - Интернационал   | 1:5 |
| Искра 2 је била слободна.  |     |

| 14. коло, 27. 11.—1. 12. 2021.   |      |
| Интернационал - Рибница          | 2:0  |
| Зора - Полет старс               | 1:1  |
| Кариоке - Олимпико               | 2:1  |
| Иларион - Иларион 2              | 8:3  |
| Забјело - Искра 2                | 1:0  |
| ОФК Спуж - ОФК Никшић            | 2:12 |
| Адриа - Дрезга                   | 3:6  |
| Црвена стијена је била слободна. |      |

| 15. коло, 4—5. 12. 2021.     |                     |
| Рибница - Кариоке            | 0:5                 |
| Иларион 2 - Адриа            | 1:2                 |
| Искра 2 - Интернационал      | 0:4                 |
| ОФК Никшић - Иларион         | 3:0                 |
| Црвена стијена - Забјело     | 1:1                 |
| Олимпико - ОФК Спуж          | 4:0                 |
| Дрезга - Зора                | 3:3 (11. 12. 2021.) |
| Полет старс је био слободан. |                     |

| 16. коло, 26—27. 2. 2022.      |     |
| Иларион - Адриа                | 6:1 |
| Искра 2 - Кариоке              | 3:0 |
| Иларион 2 - Зора               | 5:1 |
| Полет старс - Забјело          | 0:1 |
| Црвена стијена - Интернационал | 0:1 |
| Олимпико - ОФК Никшић          | 1:5 |
| Рибница је била слободна.      |     |
| Дрезга је била слободна.       |     |

| 17. коло, 5—6. 3. 2022..    |     |
| Интернационал - Полет старс | 3:1 |
| Зора - Адриа                | 2:3 |
| Олимпико - Иларион          | 0:3 |
| Кариоке - Црвена стијена    | 0:5 |
| Забјело - Дрезга            | 0:0 |
| ОФК Никшић - Рибница        | 9:0 |
| Иларион 2 је био слободан.  |     |
| Искра 2 је била слободна.   |     |

| 18. коло, 12—13. 3. 2022.        |     |
| Искра 2 - ОФК Никшић             | 0:3 |
| Дрезга - Интернационал           | 2:2 |
| Полет старс - Кариоке            | 1:4 |
| Рибница - Олимпико               | 1:2 |
| Иларион - Зора                   | 4:1 |
| Иларион 2 - Забјело              | 1:3 |
| Црвена стијена је била слободна. |     |
| Адриа је била слободна.          |     |

| 19. коло, 19—20. 3. 2022.    |     |
| Рибница - Иларион            | 1:8 |
| Интернационал - Иларион 2    | 4:0 |
| Забјело - Адриа              | 3:1 |
| ОФК Никшић - Црвена стијена  | 1:0 |
| Кариоке - Дрезга             | 1:0 |
| Олимпико - Искра 2           | 1:9 |
| Зора је била слободна.       |     |
| Полет старс је био слободан. |     |

| 20. коло, 23—24. 3. 2022. |      |
| Полет старс - ОФК Никшић  | 0:2  |
| Искра 2 - Рибница         | 11:0 |
| Зора - Забјело            | 0:3  |
| Адриа - Интернационал     | 1:7  |
| Иларион 2 - Кариоке       | 2:3  |
| Црвена стијена - Олимпико | 7:0  |
| Дрезга је била слободна.  |      |
| Иларион је био слободан.  |      |

| 21. коло, 26—27. 3. 2022.  |             |
| Искра 2 - Иларион          | 3:4         |
| Кариоке - Адриа            | 2:1         |
| Олимпико - Полет старс     | није играно |
| ОФК Никшић - Дрезга        | 4:0         |
| Рибница - Црвена стијена   | 0:12        |
| Интернационал - Зора       | 4:0         |
| Иларион 2 је био слободан. |             |
| Забјело је било слободно.  |             |

| 22. коло, 2—3. 4. 2022.        |      |
| Иларион - Забјело              | 4:3  |
| Дрезга - Олимпико              | 1:2  |
| Црвена стијена - Искра 2       | 2:1  |
| Иларион 2 - ОФК Никшић         | 2:6  |
| Полет старс - Рибница          | 11:0 |
| Зора - Кариоке                 | 3:2  |
| Адриа је била слободна.        |      |
| Интернационал је био слободан. |      |

| 23. коло, 9—10. 4. 2022.  |     |
| Искра 2 - Полет старс     | 2:2 |
| Интернационал - Забјело   | 5:0 |
| Рибница - Дрезга          | 1:7 |
| Олимпико - Иларион 2      | 0:1 |
| ОФК Никшић - Адриа        | 8:0 |
| Црвена стијена - Иларион  | 1:3 |
| Зора је била слободна.    |     |
| Кариоке су биле слободне. |     |

| 24. коло, 13—15. 4. 2022.    |                    |
| Иларион - Интернационал      | 0:1                |
| Зора - ОФК Никшић            | 2:5                |
| Забјело - Кариоке            | 4:0                |
| Адриа - Олимпико             | 4:1                |
| Дрезга - Искра 2             | 0:0                |
| Иларион 2 - Рибница          | 5:0                |
| Полет старс - Црвена стијена | 1:2 (10. 5. 2022.) |

| 25. коло, 16—18. 4. 2022.   |                    |
| Рибница - Адриа             | 0:3                |
| Кариоке - Интернационал     | 0:3                |
| Црвена стијена - Дрезга     | 2:2                |
| Искра 2 - Иларион 2         | 3:3                |
| Полет старс - Иларион       | 1:6                |
| Олимпико - Зора             | 0:3 (11. 5. 2022.) |
| Забјело је било слободно.   |                    |
| ОФК Никшић је био слободан. |                    |

| 26. коло, 23—25. 4. 2021.      |      |
| Рибница - Зора                 | 1:12 |
| Иларион - Кариоке              | 5:2  |
| Иларион 2 - Црвена стијена     | 1:7  |
| Дрезга - Полет старс           | 1:1  |
| Забјело - ОФК Никшић           | 0:1  |
| Адриа - Искра 2                | 4:6  |
| Интернационал је био слободан. |      |
| Олимпико је био слободан.      |      |

| 27. коло, 28. 4.—1. 5. 2022. |     |
| Олимпико - Забјело           | 0:4 |
| Искра 2 - Зора               | 7:0 |
| Дрезга - Иларион             | 2:4 |
| ОФК Никшић - Интернационал   | 0:0 |
| Полет старс - Иларион 2      | 2:1 |
| Црвена стијена - Адриа       | 1:1 |
| Кариоке су биле слободне.    |     |
| Рибница је била слободна.    |     |

| 28. коло, 4—5. 5. 2022.   |      |
| Адриа - Полет старс       | 1:4  |
| Интернационал - Олимпико  | 3:0  |
| Иларион 2 - Дрезга        | 1:1  |
| Кариоке - ОФК Никшић      | 1:8  |
| Забјело - Рибница         | 12:1 |
| Зора - Црвена стијена     | 0:10 |
| Иларион је био слободан.  |      |
| Искра 2 је била слободна. |      |

| 29. коло, 7—8. 5. 2021.          |             |
| Иларион 2 - Иларион              | 0:3         |
| Искра 2 - Забјело                | 3:5         |
| Дрезга - Адриа                   | 4:3         |
| Рибница - Интернационал          | 0:17        |
| Полет старс - Зора               | није играно |
| Олимпико - Кариоке               | 0:1         |
| Црвена стијена је била слободна. |             |
| ОФК Никшић је био слободан.      |             |

| 30. коло, 11—15. 5. 2022.    |      |
| Интернационал - Искра 2      | 7:1  |
| Кариоке - Рибница            | 10:0 |
| Зора - Дрезга                | 6:6  |
| Адриа - Иларион 2            | 0:3  |
| Иларион - ОФК Никшић         | 1:3  |
| Забјело - Црвена стијена     | 3:0  |
| Полет старс је био слободан. |      |
| Олимпико је био слободан.    |      |

Легенда:
 Дерби мечеви
- pff - Службени резултат.

## Детаљни извјештај

### 1 коло
| Кариоке                                                             | 3:0 | Искра 2 |
| ------------------------------------------------------------------- | --- | ------- |
| Матија Гардашевић 15’ · Дино Хуремовић 35’ · Андрија Дамјановић 83’ |     |         |

| Зора                                                                                               | 5:0 | Иларион 2 |
| -------------------------------------------------------------------------------------------------- | --- | --------- |
| Андрија Ћосовић 20’ · Никола Бабић 35’ · Никола Бабић 65’ · Лука Радетић 70’ · Андрија Вујисић 86’ |     |           |

| Забјело | 0:2 | Полет старс                              |
| ------- | --- | ---------------------------------------- |
|         |     | Филип Воротовић 67’ · Андрија Бакрач 80’ |

| ОФК Спуж             | 1:2 | Рибница                                |
| -------------------- | --- | -------------------------------------- |
| Стефан Раичковић 30’ |     | Саво Роловић 43’ · Мирко Мирановић 70’ |

| Адриа                              | 2:2 | Иларион                                      |
| ---------------------------------- | --- | -------------------------------------------- |
| Стефан Поповић 3’ · Лука Лакић 52’ |     | Павле Петричевић 74’ (пенал) · Блажо Шоћ 81’ |

| Братство                              | 2:2 | Дрезга                                     |
| ------------------------------------- | --- | ------------------------------------------ |
| Саша Вукчевић 65’ · Никола Дракић 88’ |     | Обрен Богићевић 67’ · Жељко Златичанин 71’ |

| Интернационал      | 1:3 | Црвена стијена                                                  |
| ------------------ | --- | --------------------------------------------------------------- |
| Никола Мијовић 90’ |     | Милош Пејурић 65’ · Лазар Стијеповић 73’ · Борис Стијеповић 88’ |

| ОФК Никшић                                                                                              | 5:0 | Олимпико |
| --- | --- | -------- |
| Лука Шофранац 17’ · Никола Цимбаљевић 31’ · Матија Вујовић 39’ · Филип Митровић 64’ · Иван Петрушић 85’ |     |          |

### 2 коло
| Искра 2 | 6:0 | ОФК Спуж |
| --- | --- | -------- |
| Стефан Морачанин 54’ · Андрија Горановић 56’ · Јован Перишић 71’ · Богдан Обрадовић 81’ · Богдан Обрадовић 88’ · Миљан Маровић 88’ |     |          |

| Рибница | 0:3 | ОФК Никшић                                                 |
| ------- | --- | ---------------------------------------------------------- |
|         |     | Срђа Косовић 18’ · Немања Косовић 72’ · Немања Косовић 80’ |

| Полет старс | 0:1 | Интернационал       |
| ----------- | --- | ------------------- |
|             |     | Виктор Павићевић 9’ |

| Иларион 2 | 3:0 | Братство |
| --------- | --- | -------- |
|           |     |          |

| Дрезга | 0:3 | Забјело                                                   |
| ------ | --- | --------------------------------------------------------- |
|        |     | Мирко Раичевић 49’ · Мирко Раичевић 68’ · Милан Бакић 89’ |

| Црвена стијена | 6:1 | Кариоке               |
| --- | --- | --------------------- |
| Милош Пејурић 10’ · Александар Вукадиновић 35’ · Никола Радоњић 51’ · Александар Вукадиновић 67’ · Филип Радоњић 75’ · Лазар Стијеповић 89’ |     | Матија Гардашевић 74’ |

| Иларион | 9:0 | Олимпико |
| --- | --- | -------- |
| Давор Секулић 12’ · Вук Ајковић 20’ · Дарко Стајкић 25’ · Павле Петричевић 28’ · Вук Лукић 30’ · Блажо Шоћ 66’ · Вук Ајковић 69’ · Богдан Ђуретић 84’ · Игор Петричевић 89’ |     |          |

| Адриа | 0:1 | Зора                  |
| ----- | --- | --------------------- |
|       |     | Андрија Ћосовић 90+1’ |

### 3 коло
| Кариоке | 0:1 | Полет старс        |
| ------- | --- | ------------------ |
|         |     | Немања Вујачић 27’ |

| Зора                                                                                    | 4:1 | Иларион           |
| --------------------------------------------------------------------------------------- | --- | ----------------- |
| Љеон Душај 53’ · Андрија Ћосовић 64’ (пенал) · Андрија Ћосовић 80’ · Павле Турковић 88’ |     | Давор Секулић 66’ |

| Интернационал                                                      | 3:1 | Дрезга              |
| ------------------------------------------------------------------ | --- | ------------------- |
| Никола Мијовић 56’ · Никола Раденовић 61’ · Лазар Дармановић 90+3’ |     | Филип Павићевић 16’ |

| ОФК Никшић                                                                                 | 4:1 | Искра 2              |
| ------------------------------------------------------------------------------------------ | --- | -------------------- |
| Срђа Косовић 10’ · Саша Ђуришић 30’ (аутогол) · Никола Цимбаљевић 33’ · Иван Томашевић 64’ |     | Богдан Јошановић 45’ |

| ОФК Спуж | 0:4 | Црвена стијена                                                                            |
| -------- | --- | ----------------------------------------------------------------------------------------- |
|          |     | Лазар Стијеповић 31’ (пенал) · Милош Пејурић 52’ · Милош Пејурић 74’ · Никола Радоњић 85’ |

| Олимпико              | 1:6 | Рибница |
| --------------------- | --- | --- |
| Владимир Спалевић 88’ |     | Суад Мујак 19’ · Суад Мујак 41’ · Стеван Пекић 64’ · Лорис Крушевци 68’ · Стеван Пекић 81’ · Адин Шкријељ 90’ |

| Забјело                                                                            | 4:0 | Иларион 2 |
| ---------------------------------------------------------------------------------- | --- | --------- |
| Блажо Џанкић 15’ · Мирко Раичевић 17’ · Никола Бјелобрковић 79’ · Блажо Џанкић 89’ |     |           |

| Братство | 0:3 | Адриа |
| -------- | --- | ----- |
|          |     |       |

### 4 коло
| Зора | 3:0 | Братство |
| ---- | --- | -------- |
|      |     |          |

| Иларион 2 | 0:5 | Интернационал                                                                                                |
| --------- | --- | --- |
|           |     | Никола Раденовић 14’ · Елвир Отовић 26’ · Лазар Дармановић 27’ · Лазар Дармановић 41’ · Владимир Бојанић 68’ |

| Полет старс | 14:1 | ОФК Спуж               |
| --- | ---- | ---------------------- |
| Саша Рогановић 6’ · Никола Чолаковић 10’ · Никола Лончар 17’ · Никола Лончар 21’ · Јаков Вукчевић 35’ · Немања Вујачић 43’ · Немања Вујачић 47’ · Борис Булајић 50’ · Немања Вујачић 51’ · Никола Лончар 58’ · Милан Ђукановић 73’ · Милан Ђукановић 78’ · Драган Јаковљевић 84’ · Максим Малешевић 87’ |      | Василије Ковачевић 61’ |

| Искра 2                                                                | 3:0 | Олимпико |
| ---------------------------------------------------------------------- | --- | -------- |
| Велиша Радуловић 36’ (пенал) · Милош Вукчевић 60’ · Балша Јанковић 46’ |     |          |

| Иларион           | 1:2 | Рибница                             |
| ----------------- | --- | ----------------------------------- |
| Дарко Стајкић 76’ |     | Стеван Пекић 37’ · Милош Драгаш 46’ |

| Црвена стијена             | 1:1 | ОФК Никшић                |
| -------------------------- | --- | ------------------------- |
| Александар Вукадиновић 17’ |     | Бојан Калезић 26’ (пенал) |

| Дрезга                                     | 2:1 | Кариоке         |
| ------------------------------------------ | --- | --------------- |
| Никола Петровић 53’ · Жељко Златичанин 82’ |     | Дејан Јањић 85’ |

| Адриа                                   | 2:2 | Забјело                                |
| --------------------------------------- | --- | -------------------------------------- |
| Стефан Поповић 13’ · Стефан Поповић 37’ |     | Мирко Раичевић 1’ · Мирко Раичевић 51’ |

### 5 коло
| Кариоке                                 | 2:1 | Иларион 2               |
| --------------------------------------- | --- | ----------------------- |
| Дејан Јањић 6’ · Андрија Дамјановић 90’ |     | Александар Крстовић 47’ |

| Рибница              | 1:7 | Искра 2 |
| -------------------- | --- | --- |
| Ријад Дервишевић 38’ |     | Богдан Јошановић 24’ · Немања Савељић 34’ · Андрија Горановић 39’ · Немања Савељић 44’ · Драган Перовић 63’ · Алекса Мушикић 75’ · Богдан Обрадовић 78’ |

| ОФК Никшић            | 1:1 | Полет старс          |
| --------------------- | --- | -------------------- |
| Никола Цимбаљевић 70’ |     | Никола Чолаковић 49’ |

| Забјело           | 1:0 | Зора |
| ----------------- | --- | ---- |
| Милош Кнежевић 3’ |     |      |

| Интернационал                                                                    | 4:0 | Адриа |
| -------------------------------------------------------------------------------- | --- | ----- |
| Никола Раденовић 9’ · Владимир Бојанић 74’ · Миро Томић 79’ · Никола Мијовић 88’ |     |       |

| Олимпико | 0:6 | Црвена стијена |
| -------- | --- | --- |
|          |     | Александар Вукадиновић 11’ · Лазар Стијеповић 13’ · Борис Стијеповић 21’ · Никола Бојановић 35’ · Борис Стијеповић 50’ · Александар Вукадиновић 55’ |

| ОФК Спуж             | 1:6 | Дрезга |
| -------------------- | --- | --- |
| Јагош Шћепановић 88’ |     | Лазар Мартиновић 14’ · Жељко Златичанин 45’ · Филип Павићевић 56’ · Небојша Рајковић 59’ · Небојша Рајковић 65’ · Лука Ралевић 76’ |

### 6 коло
| Дрезга              | 1:2 | ОФК Никшић                                       |
| ------------------- | --- | ------------------------------------------------ |
| Балша Богићевић 75’ |     | Кристијан Лаловић 77’ · Срђа Косовић 90’ (пенал) |

| Полет старс | 12:0 | Олимпико |
| --- | ---- | -------- |
| Никола Лончар 6’ · Милан Ђукановић 8’ · Милан Ђукановић 13’ · Милан Ђукановић 15’ · Јаков Вукчевић 28’ · Јаков Вукчевић 30’ · Милан Ђукановић 31’ · Милан Ђукановић 55’ · Иван Вујачић 62’ · Милан Ђукановић 65’ · Јаков Вукчевић 70’ · Борис Булајић 79’ |      |          |

| Иларион | 7:0 | Искра 2 |
| --- | --- | ------- |
| Богдан Ђуретић 3’ · Вук Лукић 8’ · Вук Лукић 19’ · Вук Лукић 23’ · Богдан Ђуретић 38’ · Давор Секулић 43’ · Вук Лукић 53’ |     |         |

| Црвена стијена                             | 2:1 | Рибница              |
| ------------------------------------------ | --- | -------------------- |
| Филип Радоњић 81’ · Борис Стијеповић 90+6’ |     | Ријад Дервишевић 61’ |

| Адриа | 6:0 | Кариоке |
| --- | --- | ------- |
| Лазар Лаловић 13’ · Никола Лончар 19’ (пенал) · Рејхан Дервишевић 35’ · Рејхан Дервишевић 37’ · Рејхан Дервишевић 85’ · Рејхан Дервишевић 88’ |     |         |

| Зора | 0:8 | Интернационал |
| ---- | --- | --- |
|      |     | Петар Тадић 1’ · Лазар Дармановић 19’ · Миро Томић 22’ · Фумија Јошитаке 39’ · Никола Раденовић 64’ · Ријад Пепић 67’ · Амар Тузовић 71’ · Никола Раденовић 76’ |

| Иларион 2 | 0:1 | ОФК Спуж             |
| --------- | --- | -------------------- |
|           |     | Бранко Томашевић 58’ |

### 7 коло
| Искра 2                      | 1:2 | Црвена стијена                                    |
| ---------------------------- | --- | ------------------------------------------------- |
| Богдан Обрадовић 79’ (пенал) |     | Лазар Стијеповић 16’ · Александар Вукадиновић 72’ |

| Рибница | 0:1 | Полет старс          |
| ------- | --- | -------------------- |
|         |     | Симо Горановић 90+4’ |

| Забјело                                                                     | 3:2 | Иларион                                     |
| --------------------------------------------------------------------------- | --- | ------------------------------------------- |
| Александар Кривокапић 47’ · Александар Кривокапић 54’ · Немања Крстовић 77’ |     | Василије Ђедовић 20’ · Павле Петричевић 26’ |

| ОФК Спуж                                     | 2:8 | Адриа |
| -------------------------------------------- | --- | --- |
| Лука Љумовић 18’ (пенал) · Горан Крговић 80’ |     | Стефан Поповић 3’ · Никола Лончар 22’ (пенал) · Казуто Акаги 28’ · Тодор Раичковић 30’ (пенал) · Стефан Поповић 44’ · Алдин Пепељак 58’ · Стефан Поповић 70’ (пенал) · Тодор Раичковић 82’ |

| Кариоке | 0:2 | Зора                                      |
| ------- | --- | ----------------------------------------- |
|         |     | Андрија Ћосовић 27’ · Андрија Вујисић 79’ |

| ОФК Никшић | 7:0 | Иларион 2 |
| --- | --- | --------- |
| Филип Ћипранић 10’ · Бојан Калезић 12’ · Срђа Косовић 28’ · Никола Цимбаљевић 34’ · Бојан Калезић 55’ · Филип Митровић 75’ · Никола Цимбаљевић 83’ |     |           |

| Олимпико                                                        | 3:7 | Дрезга |
| --------------------------------------------------------------- | --- | --- |
| Матеј Милатовић 14’ · Матеј Милатовић 68’ · Матеј Милатовић 73’ |     | Небојша Рајковић 22’ · Жељко Златичанин 26’ · Жељко Златичанин 41’ · Лазар Мартиновић 44’ · Лука Ралевић 61’ · Вук Пејовић 79’ · Небојша Рајковић 88’ |

### 8 коло
| Зора               | 1:1 | ОФК Спуж                 |
| ------------------ | --- | ------------------------ |
| Ђорђије Спахић 50’ |     | Лука Љумовић 25’ (пенал) |

| Дрезга          | 1:0 | Рибница |
| --------------- | --- | ------- |
| Вук Пејовић 24’ |     |         |

| Иларион              | 1:0 | Црвена стијена |
| -------------------- | --- | -------------- |
| Василије Ђедовић 12’ |     |                |

| Забјело | 0:0 | Интернационал |
| ------- | --- | ------------- |
|         |     |               |

| Иларион 2                                                                                            | 4:6 | Олимпико |
| --- | --- | --- |
| Милан Анђушић 6’ · Александар Крстовић 31’ · Јован Миладиновић 34’ · Александар Крстовић 90’ (пенал) |     | Јован Малишић 10’ · Никола Матановић 20’ · Василије Кликовац 30’ (пенал) · Никола Поповић 57’ · Никола Становић 72’ · Петар Ђелошевић 80’ (пенал) |

| Адриа | 0:2 | ОФК Никшић                                 |
| ----- | --- | ------------------------------------------ |
|       |     | Никола Цимбаљевић 22’ · Филип Ћипранић 38’ |

| Полет старс | 0:1 | Искра 2                      |
| ----------- | --- | ---------------------------- |
|             |     | Матија Ускоковић 10’ (пенал) |

### 9 коло
| Интернационал                                          | 3:0 | Иларион |
| ------------------------------------------------------ | --- | ------- |
| Петар Тадић 4’ · Никола Раденовић 7’ · Петар Тадић 90’ |     |         |

| Искра 2                                                             | 3:2 | Дрезга                                  |
| ------------------------------------------------------------------- | --- | --------------------------------------- |
| Богдан Јошановић 45’ · Андрија Горановић 54’ · Велиша Радуловић 78’ |     | Небојша Рајковић 33’ · Лука Ралевић 90’ |

| Рибница                                                                         | 4:0 | Иларион 2 |
| ------------------------------------------------------------------------------- | --- | --------- |
| Африм Крушевци 38’ · Суад Мујак 48’ · Кијотака Јасуда 54’ · Кијотака Јасуда 58’ |     |           |

| Кариоке               | 1:2 | Забјело                                 |
| --------------------- | --- | --------------------------------------- |
| Матија Гардашевић 21’ |     | Мирко Раичевић 18’ · Мирко Раичевић 43’ |

| ОФК Никшић                                                                                 | 4:0 | Зора |
| ------------------------------------------------------------------------------------------ | --- | ---- |
| Филип Ћипранић 45’ · Никола Цимбаљевић 68’ · Никола Цимбаљевић 86’ · Никола Цимбаљевић 89’ |     |      |

| Олимпико                                 | 2:1 | Адриа                   |
| ---------------------------------------- | --- | ----------------------- |
| Никола Становић 60’ · Никола Поповић 85’ |     | Џимбо Стивен Мијура 38’ |

| Црвена стијена                                 | 2:1 | Полет старс        |
| ---------------------------------------------- | --- | ------------------ |
| Александар Вукадиновић 6’ · Бошко Вукчевић 88’ |     | Јаков Вукчевић 34’ |

### 10 коло
| Иларион 2               | 1:2 | Искра 2                                |
| ----------------------- | --- | -------------------------------------- |
| Александар Крстовић 19’ |     | Милош Вукчевић 16’ · Миљан Маровић 87’ |

| Зора | 13:3 | Олимпико                                                        |
| --- | ---- | --------------------------------------------------------------- |
| Никола Бабић 6’ · Андрија Ћосовић 7’ · Андрија Ћосовић 18’ · Никола Булатовић 24’ · Никола Булатовић 34’ · Кристијан Шкреља 37’ · Љеон Душај 50’ · Љеон Душај 51’ · Александар Раичковић 59’ (пенал) · Павле Ковачевић 65’ · Андрија Ћосовић 69’ · Никола Булатовић 83’ · Андрија Ћосовић 88’ |      | Матеј Милатовић 13’ · Петар Ђелошевић 61’ · Петар Ђелошевић 89’ |

| Дрезга | 0:2 | Црвена стијена                                       |
| ------ | --- | ---------------------------------------------------- |
|        |     | Балша Богићевић 44’ (аутогол) · Борис Стијеповић 84’ |

| Интернационал                     | 2:0 | Кариоке |
| --------------------------------- | --- | ------- |
| Ријад Пепић 23’ · Ријад Пепић 42’ |     |         |

| Иларион | 0:1 | Полет старс         |
| ------- | --- | ------------------- |
|         |     | Милан Ђукановић 11’ |

| Забјело | 3:0 | ОФК Спуж |
| ------- | --- | -------- |
|         |     |          |

| Адриа                                    | 2:0 | Рибница |
| ---------------------------------------- | --- | ------- |
| Јанко Вукчевић 71’ · Тодор Раичковић 86’ |     |         |

### 11 коло
| Полет старс                                | 2:1 | Дрезга              |
| ------------------------------------------ | --- | ------------------- |
| Никола Лончар 45+1’ · Филип Максимовић 80’ |     | Балша Богићевић 82’ |

| ОФК Спуж                              | 2:17 | Интернационал |
| ------------------------------------- | ---- | --- |
| Жарко Радовић 67’ · Дејан Роловић 89’ |      | Никола Раденовић 2’ · Фумија Јошитаке 9’ · Никола Раденовић 10’ · Никола Раденовић 13’ · Ријад Пепић 20’ · Ријад Пепић 23’ · Ријад Пепић 29’ · Немања Ивановић 31’ · Немања Ивановић 40’ · Петар Тадић 50’ · Миро Томић 66’ · Петар Тадић 72’ · Немања Ивановић 73’ · Велибор Вуковић 77’ · Велибор Вуковић 83’ · Лазар Дармановић 85’ · Марко Мештер 87’ |

| Кариоке                      | 1:6 | Иларион |
| ---------------------------- | --- | --- |
| Матија Гардашевић 9’ (пенал) |     | Игор Петричевић 7’ · Вук Лукић 34’ · Давор Секулић 42’ (пенал) · Вук Ајковић 63’ · Дарко Стајкић 65’ · Никола Секуловић 78’ |

| ОФК Никшић         | 1:0 | Забјело |
| ------------------ | --- | ------- |
| Немања Косовић 85’ |     |         |

| Црвена стијена | 6:2 | Иларион 2                                 |
| --- | --- | ----------------------------------------- |
| Бошко Вукчевић 15’ · Сава Арчон 23’ · Бошко Вукчевић 37’ · Лазар Стијеповић 38’ · Лазар Стијеповић 56’ · Лазар Стијеповић 62’ |     | Михајло Божовић 26’ · Михајло Божовић 90’ |

| Искра 2                                                                 | 3:1 | Адриа             |
| ----------------------------------------------------------------------- | --- | ----------------- |
| Миљан Маровић 82’ · Стефан Морачанин 87’ · Богдан Обрадовић 90’ (пенал) |     | Алдин Пепељак 79’ |

| Зора | 6:1 | Рибница             |
| --- | --- | ------------------- |
| Никола Бабић 42’ · Андрија Ћосовић 64’ · Никола Булатовић 79’ · Никола Булатовић 82’ · Андрија Вујисић 84’ · Андрија Ћосовић 88’ |     | Ријад Дервишевић 3’ |

### 12 коло
| Кариоке | 3:0 | ОФК Спуж |
| ------- | --- | -------- |
|         |     |          |

| Интернационал   | 1:1 | ОФК Никшић       |
| --------------- | --- | ---------------- |
| Ријад Пепић 32’ |     | Бојан Калезић 9’ |

| Забјело | 6:0 | Олимпико |
| --- | --- | -------- |
| Блажо Џанкић 8’ · Милан Бакић 11’ · Радислав Секулић 22’ · Мирко Раичевић 35’ · Мирко Раичевић 53’ · Блажо Џанкић 64’ |     |          |

| Иларион 2 | 0:0 | Полет старс |
| --------- | --- | ----------- |
|           |     |             |

| Адриа | 0:4 | Црвена стијена                                                                                       |
| ----- | --- | --- |
|       |     | Лазар Стијеповић 14’ · Стефан Ивановић 38’ · Александар Вукадиновић 55’ · Александар Вукадиновић 61’ |

| Иларион | 6:0 | Дрезга |
| --- | --- | ------ |
| Никола Секуловић 5’ · Богдан Ђуретић 23’ · Игор Петричевић 39’ · Вук Лукић 41’ · Давор Секулић 74’ · Давор Секулић 87’ |     |        |

| Зора                                                        | 3:2 | Искра 2                                      |
| ----------------------------------------------------------- | --- | -------------------------------------------- |
| Никола Бабић 11’ · Стефан Пулетић 27’ · Андрија Ћосовић 70’ |     | Андрија Горановић 23’ · Андрија Брајовић 59’ |

### 13 коло
| Полет старс | 7:0 | Адриа |
| --- | --- | ----- |
| Милан Ђукановић 9’ · Иван Вујачић 24’ · Милан Ђукановић 26’ · Борис Булајић 50’ · Борис Булајић 75’ (пенал) · Мрдеља Чворовић 81’ · Данило Бабовић 85’ |     |       |

| ОФК Никшић                                                                     | 4:0 | Кариоке |
| ------------------------------------------------------------------------------ | --- | ------- |
| Срђа Косовић 25’ · Иван Томашевић 33’ · Бојан Калезић 70’ · Филип Митровић 73’ |     |         |

| Црвена стијена                                                                                 | 4:0 | Зора |
| ---------------------------------------------------------------------------------------------- | --- | ---- |
| Душан Лакушић 11’ · Лазар Стијеповић 45+1’ · Александар Вукадиновић 61’ · Борис Стијеповић 75’ |     |      |

| Дрезга                                     | 2:0 | Иларион 2 |
| ------------------------------------------ | --- | --------- |
| Небојша Рајковић 45’ · Балша Богојевић 57’ |     |           |

| ОФК Спуж | 0:3 | Иларион |
| -------- | --- | ------- |
|          |     |         |

| Рибница | 0:5 | Забјело                                                                                        |
| ------- | --- | ---------------------------------------------------------------------------------------------- |
|         |     | Радислав Секулић 16’ · Милан Бакић 27’ · Ненад Мараш 38’ · Блажо Џанкић 69’ · Марко Драгаш 80’ |

| Олимпико                      | 1:5 | Интернационал                                                                                   |
| ----------------------------- | --- | ----------------------------------------------------------------------------------------------- |
| Василије Кликовац 77’ (пенал) |     | Ријад Пепић 1’ · Фумија Јошитаке 36’ · Ријад Пепић 62’ · Петар Тадић 77’ · Никола Раденовић 90’ |

### 14 коло
| Интернационал                     | 2:0 | Рибница |
| --------------------------------- | --- | ------- |
| Ријад Пепић 59’ · Ријад Пепић 74’ |     |         |

| Зора             | 1:1 | Полет старс        |
| ---------------- | --- | ------------------ |
| Никола Бабић 18’ |     | Данило Бабовић 65’ |

| Кариоке                              | 2:1 | Олимпико              |
| ------------------------------------ | --- | --------------------- |
| Немања Ђуровић 6’ · Немања Шалго 20’ |     | Синиша Михајловић 38’ |

| Иларион | 8:3 | Иларион 2                                                 |
| --- | --- | --------------------------------------------------------- |
| Вук Лукић 24’ · Вук Ајковић 60’ · Вук Лукић 61’ · Вук Лукић 62’ · Вук Лукић 63’ · Вук Лукић 71’ · Вук Лукић 76’ · Игор Петричевић 81’ |     | Иван Ковачевић 29’ · Вук Пејовић 44’ · Балша Кнежевић 88’ |

| Забјело             | 1:0 | Искра 2 |
| ------------------- | --- | ------- |
| Борис Новаковић 72’ |     |         |

| ОФК Спуж                                   | 2:12 | ОФК Никшић |
| ------------------------------------------ | ---- | --- |
| Стефан Раичковић 64’ · Лука Распоповић 74’ |      | Бојан Калезић 25’ · Бојан Калезић 31’ · Никола Цимбаљевић 39’ · Петар Тодоровић 42’ · Предраг Видеканић 50’ · Никола Цимбаљевић 61’ (пенал) · Никола Цимбаљевић 66’ · Никола Горановић 72’ · Никола Горановић 75’ · Лука Шофранац 86’ · Никола Цимбаљевић 87’ · Никола Горановић 88’ |

| Адриа                                                               | 3:6 | Дрезга |
| ------------------------------------------------------------------- | --- | --- |
| Тодор Раичковић 17’ · Рејхан Дервишевић 70’ · Рејхан Дервишевић 90’ |     | Лука Ралевић 10’ · Жељко Златичанин 29’ · Небојша Рајковић 31’ · Небојша Рајковић 39’ · Жељко Златичанин 44’ · Балша Богојевић 67’ |

### 15 коло
| Рибница | 0:5 | Кариоке                                                                                                  |
| ------- | --- | --- |
|         |     | Немања Ђуровић 29’ · Дејан Јањић 41’ · Андрија Дамјановић 61’ · Матија Гардашевић 73’ · Матија Дедић 75’ |

| Иларион 2               | 1:2 | Адриа                                       |
| ----------------------- | --- | ------------------------------------------- |
| Александар Крстовић 12’ |     | Џимбо Стивен Мијура 23’ · Милош Бољевић 43’ |

| Искра 2 | 0:4 | Интернационал                                                                  |
| ------- | --- | ------------------------------------------------------------------------------ |
|         |     | Борис Бољевић 8’ · Велибор Вуковић 9’ · Никола Раденовић 85’ · Ријад Пепић 90’ |

| ОФК Никшић                                                            | 3:0 | Иларион |
| --------------------------------------------------------------------- | --- | ------- |
| Никола Цимбаљевић 16’ (пенал) · Срђа Косовић 50’ · Немања Косовић 64’ |     |         |

| Црвена стијена    | 1:1 | Забјело              |
| ----------------- | --- | -------------------- |
| Душан Лакушић 51’ |     | Милош Вукчевић 90+2’ |

| Олимпико                                                                              | 4:0 | ОФК Спуж |
| ------------------------------------------------------------------------------------- | --- | -------- |
| Вук Дамјановић 3’ · Лука Ђуришић 5’ · Предраг Матановић 58’ · Василије Јоксимовић 61’ |     |          |

| Дрезга                                                            | 3:3 | Зора                                                                 |
| ----------------------------------------------------------------- | --- | -------------------------------------------------------------------- |
| Небојша Рајковић 7’ · Небојша Рајковић 15’ · Лазар Мартиновић 90’ |     | Андрија Ћосовић 33’ · Андрија Ћосовић 50’ (пенал) · Сеад Абдовић 72’ |

### 16 коло
| Иларион                                                                                          | 5:1 | Адриа                     |
| ------------------------------------------------------------------------------------------------ | --- | ------------------------- |
| Василије Ђедовић 26’ · Давор Секулић 66’ (пенал) · Вук Лукић 75’ · Вук Лукић 80’ · Вук Лукић 88’ |     | Алдин Пепељак 74’ (пенал) |

| Искра 2                                                            | 3:0 | Кариоке |
| ------------------------------------------------------------------ | --- | ------- |
| Данило Шћепановић 29’ · Павле Павићевић 72’ · Алекса Томашевић 80’ |     |         |

| Иларион 2 | 5:1 | Зора                |
| --- | --- | ------------------- |
| Иван Ковачевић 19’ · Александар Крстовић 31’ · Огњен Савељић 45’ · Александар Крстовић 57’ · Иван Ковачевић 67’ |     | Немања Брајовић 77’ |

| Полет старс | 0:1 | Забјело            |
| ----------- | --- | ------------------ |
|             |     | Стефан Поповић 89’ |

| Црвена стијена | 0:1 | Интернационал       |
| -------------- | --- | ------------------- |
|                |     | Фумија Јошитаке 65’ |

| Олимпико          | 1:5 | ОФК Никшић                                                                                              |
| ----------------- | --- | --- |
| Марко Стругар 17’ |     | Ристо Мирковић 23’ · Ристо Мирковић 41’ · Никола Цимбаљевић 72’ · Срђа Косовић 76’ · Срђа Косовић 90+1’ |

### 17 коло
| Интернационал                                                               | 3:1 | Полет старс        |
| --------------------------------------------------------------------------- | --- | ------------------ |
| Миро Томић 64’ (пенал) · Фумија Јошитаке 65’ · Никола Раденовић 86’ (пенал) |     | Стефан Пулетић 23’ |

| Зора                                    | 2:3 | Адриа                                                         |
| --------------------------------------- | --- | ------------------------------------------------------------- |
| Ервин Ћоровић 42’ · Андрија Ћосовић 66’ |     | Лазар Јанковић 60’ · Тодор Раичковић 73’ · Лазар Јанковић 90’ |

| Олимпико | 0:3 | Иларион                                                 |
| -------- | --- | ------------------------------------------------------- |
|          |     | Вук Лукић 36’ · Дарко Стајкић 55’ · Денад Башановић 84’ |

| Кариоке | 0:5 | Црвена стијена                                                                                             |
| ------- | --- | --- |
|         |     | Бошко Вукчевић 4’ · Стефан Ивановић 21’ · Василије Кликовац 51’ · Лазар Стијеповић 53’ · Милош Стојнић 85’ |

| Забјело | 0:0 | Дрезга |
| ------- | --- | ------ |
|         |     |        |

| ОФК Никшић | 9:0 | Рибница |
| --- | --- | ------- |
| Бојан Калезић 7’ · Филип Ћипранић 17’ · Ристо Мирковић 22’ · Немања Косовић 31’ · Филип Митровић 40’ · Филип Митровић 54’ · Лука Шофранац 59’ · Кристијан Лаловић 85’ · Лорис Крушевци 88’ (аутогол) |     |         |

### 18 коло
| Искра 2 | 0:3 | ОФК Никшић                                                   |
| ------- | --- | ------------------------------------------------------------ |
|         |     | Филип Бајић 14’ · Филип Ћипранић 19’ · Никола Цимбаљевић 23’ |

| Дрезга                                     | 2:2 | Интернационал                               |
| ------------------------------------------ | --- | ------------------------------------------- |
| Лазар Мартиновић 22’ · Бојан Лазаревић 58’ |     | Лазар Дармановић 23’ · Богдан Јошановић 77’ |

| Полет старс      | 1:4 | Кариоке                                                                             |
| ---------------- | --- | ----------------------------------------------------------------------------------- |
| Иван Вујачић 52’ |     | Матија Гардашевић 26’ · Дејан Јањић 30’ · Матија Гардашевић 86’ · Ваид Еминовић 89’ |

| Рибница           | 1:2 | Олимпико                                    |
| ----------------- | --- | ------------------------------------------- |
| Селмир Жабељи 81’ |     | Владимир Спалевић 37’ · Лука Распоповић 63’ |

| Иларион                                                                                      | 4:1 | Зора                 |
| -------------------------------------------------------------------------------------------- | --- | -------------------- |
| Вук Ајковић 9’ · Никола Бјелобрковић 58’ · Никола Бјелобрковић 64’ · Никола Бјелобрковић 90’ |     | Никола Булатовић 37’ |

| Иларион 2         | 1:3 | Забјело                                                          |
| ----------------- | --- | ---------------------------------------------------------------- |
| Иван Ковачевић 3’ |     | Ненад Мараш 22’ · Владан Станишић 52’ (пенал) · Блажо Џанкић 65’ |

### 19 коло
| Рибница            | 1:8 | Иларион |
| ------------------ | --- | --- |
| Лорис Крушевци 44’ |     | Игор Петричевић 10’ · Вук Лукић 11’ · Дарко Стајкић 33’ · Вук Лукић 41’ · Игор Петричевић 70’ · Никола Бјелобрковић 76’ · Вук Лукић 81’ · Вук Лукић 88’ |

| Интернационал                                                                               | 4:0 | Иларион 2 |
| ------------------------------------------------------------------------------------------- | --- | --------- |
| Рејхан Дервишевић 53’ · Рејхан Дервишевић 62’ · Ријад Дервишевић 85’ · Ријад Дервишевић 89’ |     |           |

| Забјело                                                   | 3:1 | Адриа           |
| --------------------------------------------------------- | --- | --------------- |
| Мирко Раичевић 8’ · Блажо Џанкић 32’ · Мирко Раичевић 84’ |     | Дамјан Илић 12’ |

| ОФК Никшић         | 1:0 | Црвена стијена |
| ------------------ | --- | -------------- |
| Ристо Мирковић 86’ |     |                |

| Кариоке           | 1:0 | Дрезга |
| ----------------- | --- | ------ |
| Ваид Еминовић 75’ |     |        |

| Олимпико                  | 1:9 | Искра 2 |
| ------------------------- | --- | --- |
| Живко Каљевић 54’ (пенал) |     | Балша Глобаревић 35’ · Балша Глобаревић 41’ · Данило Шћепановић 43’ · Лука Радуловић 48’ · Јован Перишић 64’ · Јован Перишић 80’ · Лука Радуловић 82’ · Јован Перишић 90’ · Немања Савељић 90’ |

### 20 коло
| Полет старс | 0:2 | ОФК Никшић                                |
| ----------- | --- | ----------------------------------------- |
|             |     | Ристо Мирковић 4’ · Никола Цимбаљевић 63’ |

| Искра 2 | 11:0 | Рибница |
| --- | ---- | ------- |
| Павле Павићевић 4’ · Драган Перовић 26’ · Павле Павићевић 30’ · Павле Павићевић 31’ · Лео Јауковић 34’ · Неџет Даутовић 48’ (аутогол) · Андрија Брајовић 58’ · Андрија Брајовић 62’ · Андрија Брајовић 68’ · Василије Ковачевић 70’ · Драган Перовић 88’ |      |         |

| Зора | 0:3 | Забјело                                                    |
| ---- | --- | ---------------------------------------------------------- |
|      |     | Стефан Поповић 30’ · Блажо Џанкић 37’ · Мирко Раичевић 69’ |

| Адриа             | 1:7 | Интернационал |
| ----------------- | --- | --- |
| Алдин Пепељак 41’ |     | Ријад Пепић 15’ · Ријад Пепић 57’ · Ријад Дервишевић 59’ · Милан Јанковић 70’ · Богдан Јошановић 71’ · Владан Пуповић 84’ · Рејхан Дервишевић 89’ |

| Иларион 2                            | 2:3 | Кариоке                                                                     |
| ------------------------------------ | --- | --------------------------------------------------------------------------- |
| Огњен Савељић 2’ · Ален Крстовић 22’ |     | Немања Ђуровић 45+1’ · Дино Хуремовић 63’ (пенал) · Матија Вукославовић 90’ |

| Црвена стијена | 7:0 | Олимпико |
| --- | --- | -------- |
| Филип Вуковић 2’ · Лазар Стијеповић 9’ · Бошко Вукчевић 30’ · Бошко Вукчевић 45’ · Лазар Стијеповић 53’ · Душан Лакушић 66’ · Бошко Вукчевић 86’ |     |          |

### 21 коло
| Искра 2                                                      | 3:4 | Иларион                                                                                |
| ------------------------------------------------------------ | --- | -------------------------------------------------------------------------------------- |
| Балша Глобаревић 27’ · Јован Перишић 65’ · Лазар Кековић 84’ |     | Павле Петричевић 55’ · Никола Дракић 62’ · Филип Вукићевић 67’ · Немања Трипуновић 70’ |

| Кариоке                                     | 2:1 | Адриа           |
| ------------------------------------------- | --- | --------------- |
| Матија Вукославовић 34’ · Ваид Еминовић 79’ |     | Кенан Шаљај 16’ |

| Олимпико | отказано | Полет старс |
| -------- | -------- | ----------- |
|          |          |             |

| ОФК Никшић                                                                               | 4:0 | Дрезга |
| ---------------------------------------------------------------------------------------- | --- | ------ |
| Срђа Косовић 74’ · Божидар Пејановић 82’ · Благоје Пејановић 87’ · Никола Цимбаљевић 89’ |     |        |

| Рибница | 0:12 | Црвена стијена |
| ------- | ---- | --- |
|         |      | Филип Радоњић 9’ · Василије Кликовац 15’ · Филип Радоњић 33’ · Филип Радоњић 45+1’ · Никола Радоњић 53’ · Бошко Вукчевић 62’ · Василије Кликовац 64’ · Борис Стијеповић 69’ · Василије Кликовац 77’ · Вељко Кнежевић 79’ · Денис Кољеновић 85’ (аутогол) · Бошко Вукчевић 89’ |

| Интернационал                                                                  | 4:0 | Зора |
| ------------------------------------------------------------------------------ | --- | ---- |
| Петар Тадић 50’ · Петар Тадић 54’ · Никола Раденовић 71’ · Фумија Јошитаке 88’ |     |      |

### 22 коло
| Иларион                                                                 | 4:3 | Забјело                                                |
| ----------------------------------------------------------------------- | --- | ------------------------------------------------------ |
| Богдан Ђуретић 26’ · Вук Лукић 30’ · Дражен Анђушић 58’ · Вук Лукић 77’ |     | Блажо Џанкић 36’ · Лука Радетић 43’ · Блажо Џанкић 46’ |

| Дрезга               | 1:2 | Олимпико                                    |
| -------------------- | --- | ------------------------------------------- |
| Жељко Златичанин 22’ |     | Владимир Спалевић 60’ · Петар Ђелошевић 77’ |

| Црвена стијена                          | 2:1 | Искра 2 |
| --------------------------------------- | --- | ------- |
| Бошко Вукчевић 47’ · Бошко Вукчевић 73’ |     |         |

| Иларион 2                                                 | 2:6 | ОФК Никшић |
| --------------------------------------------------------- | --- | --- |
| Александар Крстовић 39’ (пенал) · Александар Крстовић 90’ |     | Филип Бајић 2’ · Лука Шофранац 4’ (пенал) · Филип Бајић 62’ · Филип Ћипранић 78’ · Срђа Косовић 83’ · Филип Ћипранић 89’ |

| Полет старс | 11:0 | Рибница |
| --- | ---- | ------- |
| Јаков Вукчевић 18’ · Милан Ђукановић 20’ · Саша Рогановић 34’ · Јаков Вукчевић 35’ · Милан Ђукановић 42’ · Јаков Вукчевић 61’ · Младен Вучић 63’ · Максим Малешевић 67’ · Јаков Вукчевић 74’ · Максим Малешевић 80’ · Милан Ђукановић 86’ |      |         |

| Зора                                                           | 3:2 | Кариоке                                         |
| -------------------------------------------------------------- | --- | ----------------------------------------------- |
| Андрија Ћосовић 28’ · Сеад Абдовић 53’ · Владислав Рогошић 65’ |     | Небојша Бојанић 26’ · Ваид Еминовић 59’ (пенал) |

### 23 коло
| Искра 2                                    | 2:2 | Полет старс                            |
| ------------------------------------------ | --- | -------------------------------------- |
| Павле Павићевић 40’ · Андрија Брајовић 90’ |     | Лазар Булајић 59’ · Данило Бабовић 68’ |

| Интернационал                                                                                                | 5:0 | Забјело |
| --- | --- | ------- |
| Рејхан Дервишевић 11’ · Ријад Пепић 21’ (пенал) · Рејхан Дервишевић 63’ · Милош Драгаш 75’ · Петар Тадић 90’ |     |         |

| Рибница        | 1:7 | Дрезга |
| -------------- | --- | --- |
| Суад Мујак 67’ |     | Балша Богојевић 7’ · Вук Вујачић 18’ · Балша Богојевић 20’ · Вук Вујачић 70’ · Балша Богојевић 75’ · Вук Вујачић 79’ · Вук Вујачић 82’ |

| Олимпико | 0:1 | Иларион 2          |
| -------- | --- | ------------------ |
|          |     | Радомир Дракић 31’ |

| ОФК Никшић | 8:0 | Адриа |
| --- | --- | ----- |
| Филип Ћипранић 5’ · Срђа Косовић 25’ (пенал) · Ристо Мирковић 35’ · Филип Митровић 36’ · Предраг Видеканић 39’ · Божидар Пејановић 55’ · Ристо Мирковић 60’ · Срђа Косовић 90’ |     |       |

| Црвена стијена        | 1:3 | Иларион                                                                        |
| --------------------- | --- | ------------------------------------------------------------------------------ |
| Василије Кликовац 72’ |     | Никола Бјелобрковић 41’ · Павле Петричевић 53’ (пенал) · Филип Вукићевић 90+4’ |

### 24 коло
| Иларион | 0:1 | Интернационал   |
| ------- | --- | --------------- |
|         |     | Ријад Пепић 79’ |

| Зора                                   | 2:5 | ОФК Никшић |
| -------------------------------------- | --- | --- |
| Андрија Ћосовић 61’ · Сеад Абдовић 87’ |     | Ристо Мирковић 14’ · Никола Цимбаљевић 54’ · Филип Ћипранић 59’ · Никола Цимбаљевић 79’ · Никола Цимбаљевић 88’ |

| Забјело                                                                    | 4:0 | Кариоке |
| -------------------------------------------------------------------------- | --- | ------- |
| Ненад Мараш 34’ · Блажо Џанкић 64’ · Ненад Мараш 73’ · Немања Крстовић 84’ |     |         |

| Адриа                                                                          | 4:1 | Олимпико         |
| ------------------------------------------------------------------------------ | --- | ---------------- |
| Милош Бољевић 15’ · Алдин Пепељак 51’ · Иван Милошевић 59’ · Алдин Пепељак 64’ |     | Енис Пуровић 45’ |

| Дрезга | 0:0 | Искра 2 |
| ------ | --- | ------- |
|        |     |         |

| Иларион 2                                                                                                   | 5:0 | Рибница |
| --- | --- | ------- |
| Јован Миладиновић 5’ · Михајло Божовић 8’ · Михајло Божовић 37’ · Јован Миладиновић 40’ · Огњен Савељић 90’ |     |         |

| Полет старс         | 1:2 | Црвена стијена                           |
| ------------------- | --- | ---------------------------------------- |
| Милан Ђукановић 36’ |     | Душан Лакушић 50’ · Борис Стијеповић 78’ |

### 25 коло
| Рибница | 0:3 | Адриа |
| ------- | --- | ----- |
|         |     |       |

| Кариоке | 0:3 | Интернационал                                                            |
| ------- | --- | ------------------------------------------------------------------------ |
|         |     | Ријад Дервишевић 12’ · Никола Раденовић 22’ (пенал) · Милан Јанковић 82’ |

| Црвена стијена                            | 2:2 | Дрезга                                   |
| ----------------------------------------- | --- | ---------------------------------------- |
| Лазар Стијеповић 44’ · Бошко Вукчевић 80’ |     | Жељко Златичанин 65’ · Лазар Милачић 70’ |

| Искра 2                                                          | 3:3 | Иларион 2                                                         |
| ---------------------------------------------------------------- | --- | ----------------------------------------------------------------- |
| Виктор Јовановић 43’ · Лука Мрвошевић 54’ · Андрија Брајовић 83’ |     | Александар Крстовић 56’ · Иван Ковачевић 63’ · Немања Каварић 79’ |

| Полет старс        | 1:6 | Иларион |
| ------------------ | --- | --- |
| Јаков Вукчевић 33’ |     | Богдан Ђуретић 26’ · Игор Петричевић 28’ · Богдан Ђуретић 40’ · Никола Бјелобрковић 73’ · Никола Бјелобрковић 75’ · Вук Лукић 80’ |

| Олимпико | 0:3 | Зора |
| -------- | --- | ---- |
|          |     |      |

### 26 коло
| Рибница                | 1:12 | Зора |
| ---------------------- | ---- | --- |
| Суад Мујак 59’ (пенал) |      | Андрија Вујисић 2’ · Андрија Вујисић 16’ · Павле Турковић 20’ · Сеад Абдовић 39’ (пенал) · Павле Турковић 45’ · Никола Бабић 47’ · Павле Турковић 50’ · Никола Бабић 67’ · Павле Турковић 70’ · Павле Турковић 82’ · Никола Бабић 84’ · Ђорђије Спахић 86’ |

| Иларион                                                                            | 5:2 | Кариоке                                     |
| ---------------------------------------------------------------------------------- | --- | ------------------------------------------- |
| Вук Ајковић 3’ · Вук Лукић 17’ · Вук Лукић 57’ · Давор Секулић 60’ · Вук Лукић 88’ |     | Андрија Дамјановић 39’ · Дино Хуремовић 77’ |

| Иларион 2          | 1:7 | Црвена стијена |
| ------------------ | --- | --- |
| Никола Зечевић 38’ |     | Филип Радоњић 11’ · Бошко Вукчевић 36’ · Лазар Стијеповић 58’ · Борис Стијеповић 62’ · Лазар Стијеповић 64’ · Бошко Вукчевић 80’ · Филип Радоњић 90’ |

| Дрезга          | 1:1 | Полет старс        |
| --------------- | --- | ------------------ |
| Вук Вујачић 82’ |     | Милош Марковић 66’ |

| Забјело | 0:1 | ОФК Никшић         |
| ------- | --- | ------------------ |
|         |     | Ристо Мирковић 81’ |

| Адриа                                                                                   | 4:6 | Искра 2 |
| --------------------------------------------------------------------------------------- | --- | --- |
| Лазар Јанковић 5’ · Алдин Пепељак 54’ · Џимбо Стивен Мијура 90+2’ · Алдин Пепељак 90+4’ |     | Матија Ускоковић 16’ · Марко Шћепановић 26’ · Матија Ускоковић 28’ · Лука Мрвошевић 63’ · Лука Мрвошевић 83’ · Лука Радуловић 89’ |

### 27 коло
| Олимпико | 0:4 | Забјело                                                                          |
| -------- | --- | -------------------------------------------------------------------------------- |
|          |     | Мирко Раичевић 37’ · Мирко Раичевић 39’ · Немања Крстовић 40’ · Блажо Џанкић 52’ |

| Искра 2 | 7:0 | Зора |
| --- | --- | ---- |
| Андрија Шимшић 14’ · Василије Ковачевић 26’ · Драган Перовић 44’ · Матија Ускоковић 52’ (пенал) · Андрија Брајовић 79’ · Драган Перовић 81’ · Матија Ускоковић 88’ |     |      |

| Дрезга                                 | 2:4 | Иларион                                                                                     |
| -------------------------------------- | --- | ------------------------------------------------------------------------------------------- |
| Вук Вујачић 37’ · Лазар Мартиновић 57’ |     | Вук Лукић 9’ · Никола Бјелобрковић 12’ · Денад Башановић 22’ · Павле Петричевић 75’ (пенал) |

| ОФК Никшић | 0:0 | Интернационал |
| ---------- | --- | ------------- |
|            |     |               |

| Полет старс                                | 2:1 | Иларион 2         |
| ------------------------------------------ | --- | ----------------- |
| Максим Малешевић 10’ · Милан Ђукановић 13’ |     | Никола Дракић 40’ |

| Црвена стијена   | 1:1 | Адриа                     |
| ---------------- | --- | ------------------------- |
| Филип Радоњић 1’ |     | Алдин Пепељак 57’ (пенал) |

### 28 коло
| Адриа             | 1:4 | Полет старс                                                                |
| ----------------- | --- | -------------------------------------------------------------------------- |
| Алдин Пепељак 43’ |     | Стефан Ећо 35’ · Давид Николић 64’ · Стефан Ећо 75’ · Андрија Бошковић 86’ |

| Интернационал | 3:0 | Олимпико |
| ------------- | --- | -------- |
|               |     |          |

| Иларион 2          | 1:1 | Дрезга              |
| ------------------ | --- | ------------------- |
| Немања Каварић 16’ |     | Лазар Мартиновић 5’ |

| Кариоке                    | 1:8 | ОФК Никшић |
| -------------------------- | --- | --- |
| Немања Ђуровић 20’ (пенал) |     | Немања Косовић 28’ · Ристо Мирковић 35’ · Немања Косовић 37’ · Иван Томашевић 39’ · Никола Цимбаљевић 42’ · Немања Косовић 52’ · Петар Тодоровић 61’ · Никола Цимбаљевић 77’ |

| Забјело | 12:1 | Рибница            |
| --- | ---- | ------------------ |
| Блажо Џанкић 3’ · Мирко Раичевић 7’ · Ненад Мараш 19’ · Мирко Раичевић 25’ · Стефан Поповић 35’ · Немања Крстовић 40’ · Лука Петричевић 53’ (пенал) · Немања Крстовић 55’ · Немања Крстовић 62’ · Блажо Џанкић 63’ · Лука Радетић 88’ · Мирко Раичевић 89’ |      | Неџет Даутовић 13’ |

| Зора | 0:10 | Црвена стијена |
| ---- | ---- | --- |
|      |      | Филип Радоњић 3’ · Бошко Вукчевић 5’ · Бошко Вукчевић 25’ · Лазар Стијеповић 54’ · Бошко Вукчевић 65’ · Душан Лакушић 66’ · Александар Раичковић 78’ · Борис Стијеповић 83’ · Филип Радоњић 86’ · Борис Стијеповић 88’ · |

### 29 коло
| Иларион 2 | 0:3 | Иларион                                             |
| --------- | --- | --------------------------------------------------- |
|           |     | Вук Ајковић 57’ · Вук Лукић 73’ · Никола Дракић 82’ |

| Искра 2                                                          | 3:5 | Забјело |
| ---------------------------------------------------------------- | --- | --- |
| Василије Ковачевић 5’ · Алекса Мушикић 64’ · Павле Павићевић 80’ |     | Владан Станишић 28’ · Блажо Џанкић 33’ · Андрија Мугоша 44’ · Владан Станишић 71’ (пенал) · Петар Лопичић 83’ |

| Дрезга                                                                                | 4:3 | Адриа                                                    |
| ------------------------------------------------------------------------------------- | --- | -------------------------------------------------------- |
| Лазар Мартиновић 33’ · Никола Добровић 40’ · Немања Љумовић 56’ · Бојан Лазаревић 67’ |     | Казуто Акаги 37’ · Алдин Пепељак 84’ · Алдин Пепељак 88’ |

| Рибница | 0:17 | Интернационал |
| ------- | ---- | --- |
|         |      | Никола Раденовић 15’ · Никола Раденовић 16’ · Ријад Дервишевић 17’ · Петар Тадић 20’ · Велибор Вуковић 23’ (пенал) · Ријад Дервишевић 26’ · Ријад Дервишевић 28’ · Никола Раденовић 31’ · Владан Пуповић 32’ · Ријад Дервишевић 35’ · Ријад Пепић 37’ · Ријад Пепић 45’ · Петар Лопичић 47’ · Иван Вукчевић 64’ · Петар Тадић 69’ · Богдан Јошановић 76’ · Миро Томић 85’ |

| Полет старс | није играно | Зора |
| ----------- | ----------- | ---- |
|             |             |      |

| Олимпико | 0:1 | Кариоке            |
| -------- | --- | ------------------ |
|          |     | Дино Хуремовић 76’ |

### 30 коло
| Интернационал | 7:1 | Искра 2            |
| --- | --- | ------------------ |
| Ријад Пепић 18’ · Никола Раденовић 35’ · Милош Драгаш 56’ · Петар Тадић 62’ · Велиша Радуловић 67’ · Петар Тадић 72’ · Богдан Јошановић 82’ |     | Лука Мрвошевић 20’ |

| Кариоке | 10:0 | Рибница |
| --- | ---- | ------- |
| Небојша Бојанић 35’ · Дејан Јањић 39’ · Дејан Јањић 52’ · Матија Гардашевић 58’ · Матија Гардашевић 70’ · Дино Хуремовић 72’ · Матија Дедић 76’ · Матија Гардашевић 82’ · Дејан Јањић 83’ · Матија Дедић 86’ |      |         |

| Зора | 6:6 | Дрезга |
| --- | --- | --- |
| Никола Бабић 1’ · Никола Бабић 57’ · Андрија Ћосовић 59’ · Никола Бабић 60’ · Андрија Вујисић 81’ · Никола Бабић 87’ |     | Бојан Лазаревић 10’ · Никола Добровић 14’ · Бојан Лазаревић 30’ · Никола Добровић 39’ · Жељко Златичанин 88’ · Дарко Рајковић 90’ |

| Адриа | 0:3 | Иларион 2 |
| ----- | --- | --------- |
|       |     |           |

| Иларион               | 1:3 | ОФК Никшић                                                                 |
| --------------------- | --- | -------------------------------------------------------------------------- |
| Вук Лукић 89’ (пенал) |     | Никола Цимбаљевић 30’ (пенал) · Никола Цимбаљевић 73’ · Филип Митровић 79’ |

| Забјело | 3:0 | Црвена стијена |
| ------- | --- | -------------- |
|         |     |                |

## Табела и статистика
| Мјесто | Екипа          | Играно | Побједа | Неријешено | Изгубио | Дао гол. | При. гол. | Гол-разлика | Бодови | Напомене            |
| ------ | -------------- | ------ | ------- | ---------- | ------- | -------- | --------- | ----------- | ------ | ------------------- |
| 1.     | ОФК Никшић     | 26     | 22      | 4          | 0       | 93       | 12        | +81         | 70     | Бараж за Другу лигу |
| 2.     | Интернационал  | 26     | 21      | 4          | 1       | 96       | 11        | +84         | 67     |                     |
| 3.     | Црвена стијена | 26     | 17      | 4          | 5       | 88       | 24        | +64         | 55     |                     |
| 4.     | Забјело        | 26     | 17      | 4          | 5       | 69       | 25        | +44         | 55     |                     |
| 5.     | Иларион        | 26     | 17      | 1          | 8       | 93       | 41        | +52         | 52     |                     |
| 6.     | Искра 2        | 26     | 11      | 3          | 12      | 72       | 60        | +12         | 36     |                     |
| 7.     | Полет старс    | 24     | 10      | 5          | 9       | 53       | 30        | +23         | 35     |                     |
| 8.     | Зора           | 25     | 10      | 3          | 12      | 68       | 78        | -10         | 33     |                     |
| 9.     | Кариоке        | 26     | 10      | 0          | 16      | 42       | 68        | -26         | 30     |                     |
| 10.    | Дрезга         | 26     | 7       | 8          | 11      | 52       | 58        | -6          | 29     |                     |
| 11.    | Адриа          | 26     | 6       | 3          | 17      | 42       | 80        | -38         | 21     |                     |
| 12.    | Иларион 2      | 26     | 4       | 3          | 19      | 37       | 86        | -49         | 15     |                     |
| 13.    | Олимпико       | 25     | 4       | 0          | 21      | 24       | 121       | -97         | 12     |                     |
| 14.    | Рибница        | 26     | 3       | 0          | 23      | 20       | 155       | -135        | 9      |                     |
| 15.    | ОФК Спуж       | 0      | 0       | 0          | 0       | 0        | 0         | 0           | 0      | Иступили из лиге.   |
| 16.    | Братство       | 0      | 0       | 0          | 0       | 0        | 0         | 0           | 0      | Иступили из лиге.   |

- ОФК Никшић иде у бараж за пласман у Другу лигу;

| Првак Треће лиге Црне Горе — Центар |
| ----------------------------------- |
| ОФК Никшић 1. Титула                |

### Позиције на табели по колима
|     | Екипа          | 1  | 2  | 3  | 4  | 5               | 6               | 7               | 8               | 9               | 10              | 11              | 12              | 13              | 14              | 15              | 16              | 17              | 18              | 19              | 20              | 21              | 22              | 23              | 24              | 25              | 26              | 27              | 28              | 29              | 30              |
| --- | -------------- | -- | -- | -- | -- | --------------- | --------------- | --------------- | --------------- | --------------- | --------------- | --------------- | --------------- | --------------- | --------------- | --------------- | --------------- | --------------- | --------------- | --------------- | --------------- | --------------- | --------------- | --------------- | --------------- | --------------- | --------------- | --------------- | --------------- | --------------- | --------------- |
| 1.  | Адриа          | 10 | 12 | 9  | 9  | 12              | 12              | 10              | 11              | 11              | 10              | 11              | 11              | 11              | 12              | 11              | 11              | 10              | 11              | 11              | 11              | 11              | 11              | 11              | 11              | 11              | 11              | 11              | 11              | 11              | 11              |
| 2.  | Братство       | 9  | 14 | 14 | 14 | Иступио из лиге | Иступио из лиге | Иступио из лиге | Иступио из лиге | Иступио из лиге | Иступио из лиге | Иступио из лиге | Иступио из лиге | Иступио из лиге | Иступио из лиге | Иступио из лиге | Иступио из лиге | Иступио из лиге | Иступио из лиге | Иступио из лиге | Иступио из лиге | Иступио из лиге | Иступио из лиге | Иступио из лиге | Иступио из лиге | Иступио из лиге | Иступио из лиге | Иступио из лиге | Иступио из лиге | Иступио из лиге | Иступио из лиге |
| 3.  | Дрезга         | 8  | 13 | 13 | 11 | 9               | 10              | 9               | 8               | 8               | 8               | 9               | 9               | 9               | 9               | 9               | 9               | 9               | 9               | 9               | 9               | 10              | 10              | 10              | 10              | 10              | 10              | 10              | 9               | 9               | 10              |
| 4.  | Забјело        | 12 | 6  | 4  | 7  | 5               | 5               | 5               | 5               | 4               | 5               | 6               | 5               | 5               | 4               | 4               | 4               | 4               | 4               | 3               | 3               | 4               | 4               | 4               | 4               | 4               | 5               | 5               | 4               | 4               | 4               |
| 5.  | Зора           | 3  | 3  | 3  | 1  | 6               | 6               | 6               | 6               | 7               | 7               | 7               | 7               | 7               | 8               | 6               | 6               | 7               | 7               | 8               | 8               | 9               | 8               | 8               | 8               | 8               | 8               | 8               | 8               | 8               | 8               |
| 6.  | Иларион        | 8  | 4  | 8  | 10 | 11              | 9               | 11              | 9               | 10              | 11              | 8               | 8               | 8               | 6               | 7               | 7               | 5               | 5               | 5               | 5               | 5               | 5               | 5               | 5               | 5               | 4               | 4               | 5               | 5               | 5               |
| 7.  | Иларион 2      | 14 | 10 | 11 | 12 | 13              | 14              | 14              | 15              | 15              | 15              | 15              | 15              | 15              | 15              | 15              | 14              | 14              | 14              | 14              | 14              | 14              | 14              | 14              | 13              | 13              | 13              | 13              | 13              | 12              | 12              |
| 8.  | Интернационал  | 12 | 8  | 6  | 5  | 2               | 2               | 4               | 4               | 3               | 3               | 3               | 3               | 3               | 3               | 3               | 2               | 2               | 2               | 2               | 2               | 2               | 2               | 2               | 2               | 2               | 2               | 2               | 2               | 2               | 2               |
| 9.  | Искра 2        | 16 | 5  | 10 | 8  | 8               | 8               | 7               | 7               | 6               | 6               | 5               | 6               | 6               | 7               | 8               | 8               | 8               | 8               | 6               | 6               | 6               | 6               | 6               | 6               | 6               | 6               | 6               | 6               | 6               | 6               |
| 10. | Кариоке        | 1  | 11 | 12 | 13 | 10              | 11              | 12              | 12              | 12              | 12              | 12              | 12              | 12              | 10              | 10              | 10              | 11              | 10              | 10              | 10              | 8               | 9               | 9               | 9               | 9               | 9               | 9               | 10              | 10              | 9               |
| 11. | ОФК Никшић     | 2  | 1  | 1  | 2  | 3               | 3               | 2               | 1               | 1               | 2               | 2               | 2               | 2               | 2               | 1               | 1               | 1               | 1               | 1               | 1               | 1               | 1               | 1               | 1               | 1               | 1               | 1               | 1               | 1               | 1               |
| 12. | Олимпико       | 15 | 16 | 16 | 16 | 15              | 15              | 15              | 14              | 13              | 13              | 13              | 13              | 13              | 13              | 13              | 13              | 13              | 13              | 13              | 13              | 13              | 12              | 12              | 12              | 12              | 12              | 12              | 12              | 13              | 13              |
| 13. | Полет старс    | 5  | 7  | 5  | 4  | 4               | 4               | 3               | 3               | 5               | 5               | 4               | 4               | 4               | 5               | 5               | 5               | 6               | 6               | 7               | 7               | 7               | 7               | 7               | 7               | 7               | 7               | 7               | 7               | 7               | 7               |
| 14. | ОФК Спуж       | 11 | 15 | 15 | 15 | 14              | 13              | 13              | 13              | 14              | 14              | 14              | 14              | 14              | 14              | 14              | Иступио из лиге | Иступио из лиге | Иступио из лиге | Иступио из лиге | Иступио из лиге | Иступио из лиге | Иступио из лиге | Иступио из лиге | Иступио из лиге | Иступио из лиге | Иступио из лиге | Иступио из лиге | Иступио из лиге | Иступио из лиге | Иступио из лиге |
| 15. | Рибница        | 6  | 9  | 7  | 6  | 7               | 7               | 8               | 9               | 9               | 9               | 10              | 10              | 10              | 11              | 12              | 12              | 12              | 12              | 12              | 12              | 12              | 13              | 13              | 14              | 14              | 14              | 14              | 14              | 14              | 14              |
| 16. | Црвена стијена | 4  | 2  | 2  | 3  | 1               | 1               | 1               | 2               | 2               | 1               | 1               | 1               | 1               | 1               | 2               | 3               | 3               | 3               | 4               | 4               | 3               | 3               | 3               | 3               | 3               | 3               | 3               | 3               | 3               | 3               |

### Домаћин - гост табела
| М   | Клуб           | Одиг. као домаћин | Поб. | Нер. | Пор. | ГД | ГП | ГР  | Бод. | Одиг. као гост | Поб. | Нер. | Пор. | ГД | ГП | ГР  | Бод. |
| --- | -------------- | ----------------- | ---- | ---- | ---- | -- | -- | --- | ---- | -------------- | ---- | ---- | ---- | -- | -- | --- | ---- |
| 1.  | ОФК Никшић     | 13                | 11   | 2    | 0    | 51 | 2  | +49 | 35   | 13             | 11   | 2    | 0    | 42 | 10 | +32 | 35   |
| 2.  | Интернационал  | 13                | 11   | 1    | 1    | 42 | 7  | +35 | 34   | 13             | 10   | 3    | 0    | 54 | 4  | +50 | 33   |
| 3.  | Црвена стијена | 13                | 7    | 4    | 2    | 35 | 15 | +25 | 25   | 13             | 10   | 0    | 3    | 53 | 9  | +44 | 30   |
| 4.  | Забјело        | 13                | 9    | 2    | 2    | 37 | 7  | +30 | 29   | 13             | 8    | 2    | 3    | 32 | 18 | +14 | 26   |
| 5.  | Иларион        | 13                | 9    | 0    | 4    | 51 | 17 | +34 | 27   | 13             | 8    | 1    | 4    | 42 | 24 | +18 | 25   |
| 6.  | Полет старс    | 12                | 5    | 0    | 7    | 37 | 19 | +18 | 15   | 12             | 5    | 5    | 2    | 16 | 11 | +5  | 20   |
| 7.  | Искра 2        | 13                | 6    | 2    | 5    | 42 | 26 | +16 | 20   | 13             | 5    | 1    | 7    | 30 | 34 | -4  | 16   |
| 8.  | Зора           | 13                | 6    | 2    | 5    | 45 | 45 | 0   | 20   | 12             | 4    | 1    | 7    | 23 | 33 | -10 | 13   |
| 9.  | Кариоке        | 13                | 6    | 0    | 7    | 23 | 30 | -7  | 18   | 13             | 4    | 0    | 9    | 19 | 38 | -19 | 12   |
| 10. | Дрезга         | 13                | 4    | 4    | 5    | 19 | 23 | -4  | 16   | 13             | 3    | 4    | 6    | 33 | 35 | -2  | 13   |
| 11. | Адриа          | 13                | 3    | 2    | 8    | 25 | 38 | -13 | 11   | 13             | 3    | 1    | 9    | 17 | 42 | -25 | 10   |
| 12. | Иларион 2      | 13                | 2    | 2    | 9    | 23 | 39 | -16 | 8    | 13             | 2    | 1    | 10   | 14 | 47 | -33 | 4    |
| 13. | Олимпико       | 12                | 1    | 0    | 11   | 9  | 51 | -42 | 3    | 13             | 3    | 0    | 10   | 15 | 70 | -55 | 9    |
| 14. | Рибница        | 13                | 1    | 0    | 12   | 9  | 82 | -73 | 3    | 13             | 2    | 0    | 11   | 11 | 73 | -62 | 6    |
| 15. | ОФК Спуж       | 0                 | 0    | 0    | 0    | 0  | 0  | 0   | 0    | 0              | 0    | 0    | 0    | 0  | 0  | -55 | 0    |
| 16. | Братство       | 0                 | 0    | 0    | 0    | 0  | 0  | 0   | 0    | 0              | 0    | 0    | 0    | 0  | 0  | -55 | 0    |

## Листа стријелаца
| Позиција | Држава          | Играч                  | Екипа                   | Број голова | Голови из пенала |
| -------- | --------------- | ---------------------- | ----------------------- | ----------- | ---------------- |
| 1        | Црна Гора       | Вук Лукић              | Иларион                 | 30          | 1                |
| 2        | Црна Гора       | Никола Цимбаљевић      | ОФК Никшић              | 21          | 2                |
| 3        | Црна Гора       | Андрија Ћосовић        | Зора                    | 17          | 2                |
| 3        | Црна Гора       | Мирко Раичевић         | Забјело                 | 17          | 0                |
| 5        | Црна Гора       | Лазар Стијеповић       | Црвена стијена          | 16          | 0                |
| 5        | Црна Гора       | Ријад Пепић            | Интернационал           | 16          | 1                |
| 5        | Црна Гора       | Бошко Вукчевић         | Црвена стијена          | 16          | 0                |
| 8        | Црна Гора       | Никола Раденовић       | Интернационал           | 15          | 2                |
| 8        | Црна Гора       | Блажо Џанкић           | Забјело                 | 15          | 0                |
| 10       | Црна Гора       | Милан Ђукановић        | Полет старс             | 14          | 0                |
| 11       | Црна Гора       | Никола Бабић           | Зора                    | 13          | 0                |
| 12       | Црна Гора       | Срђа Косовић           | ОФК Никшић              | 12          | 2                |
| 13       | Црна Гора       | Борис Стијеповић       | Црвена стијена          | 11          | 0                |
| 13       | Црна Гора       | Ријад Дервишевић       | Рибница Интернационал   | 11          | 0                |
| 13       | Црна Гора       | Рејхан Дервишевић      | Адриа Интернационал     | 11          | 0                |
| 13       | Црна Гора       | Петар Тадић            | Интернационал           | 11          | 0                |
| 13       | Црна Гора       | Алдин Пепељак          | Адриа                   | 11          | 0                |
| 18       | Црна Гора       | Матија Гардашевић      | Кариоке                 | 10          | 1                |
| 18       | Црна Гора       | Александар Вукадиновић | Црвена стијена          | 10          | 0                |
| 20       | Црна Гора       | Никола Бјелобрковић    | Забјело Иларион         | 9           | 0                |
| 20       | Црна Гора       | Александар Крстовић    | Иларион 2               | 9           | 2                |
| 20       | Црна Гора       | Јаков Вукчевић         | ФК Полет старс          | 9           | 0                |
| 20       | Црна Гора       | Филип Ћипранић         | ОФК Никшић              | 9           | 0                |
| 24       | Црна Гора       | Немања Косовић         | ОФК Никшић              | 8           | 0                |
| 24       | Црна Гора       | Давор Секулић          | Иларион                 | 8           | 2                |
| 24       | Црна Гора       | Жељко Златичанин       | Дрезга                  | 8           | 0                |
| 24       | Црна Гора       | Небојша Рајковић       | Дрезга                  | 8           | 0                |
| 24       | Црна Гора       | Ристо Мирковић         | ОФК Никшић              | 8           | 0                |
| 29       | Црна Гора       | Филип Митровић         | ОФК Никшић              | 7           | 0                |
| 29       | Црна Гора       | Вук Ајковић            | Иларион                 | 7           | 0                |
| 29       | Црна Гора       | Богдан Ђуретић         | Иларион                 | 7           | 0                |
| 29       | Црна Гора       | Игор Петричевић        | Иларион                 | 7           | 0                |
| 29       | Црна Гора       | Богдан Јошановић       | Искра 2 Интернационал   | 7           | 0                |
| 29       | Црна Гора       | Дејан Јањић            | Кариоке                 | 7           | 0                |
| 29       | Црна Гора       | Василије Кликовац      | Олимпико Црвена стијена | 7           | 2                |
| 36       | Црна Гора       | Андрија Вујисић        | Зора                    | 6           | 0                |
| 36       | Црна Гора       | Павле Петричевић       | Иларион                 | 6           | 2                |
| 36       | Црна Гора       | Павле Турковић         | Зора                    | 6           | 0                |
| 36       | Црна Гора       | Бојан Калезић          | ОФК Никшић              | 6           | 0                |
| 36       | Црна Гора       | Немања Крстовић        | Забјело                 | 6           | 0                |
| 36       | Црна Гора       | Лазар Мартиновић       | Дрезга                  | 6           | 0                |
| 36       | Црна Гора       | Никола Булатовић       | Зора                    | 6           | 0                |
| 36       | Црна Гора       | Павле Павићевић        | Искра 2                 | 6           | 0                |
| 36       | Црна Гора       | Вук Вујачић            | Дрезга                  | 6           | 0                |
| 45       | Црна Гора       | Дино Хуремовић         | Кариоке                 | 5           | 1                |
| 45       | Црна Гора       | Дарко Стојкић          | Иларион                 | 5           | 0                |
| 45       | Црна Гора       | Лазар Дармановић       | Интернационал           | 5           | 0                |
| 45       | Црна Гора       | Суад Мујак             | Рибница                 | 5           | 1                |
| 45       | Црна Гора       | Душан Лакушић          | Црвена стијена          | 5           | 0                |
| 45       | Црна Гора       | Балша Богојевић        | Дрезга                  | 5           | 0                |
| 45       | Црна Гора       | Ненад Мараш            | Забјело                 | 5           | 0                |
| 52       | Црна Гора       | Андрија Дамјановић     | Кариоке                 | 4           | 0                |
| 52       | Црна Гора       | Миро Томић             | Интернационал           | 4           | 1                |
| 52       | Јапан           | Фумија Јошитаке        | Интернационал           | 4           | 0                |
| 52       | Црна Гора       | Матеј Милатовић        | Олимпико                | 4           | 0                |
| 52       | Црна Гора       | Петар Ђелошевић        | Олимпико                | 4           | 1                |
| 52       | Црна Гора       | Михајло Божовић        | Иларион 2               | 4           | 0                |
| 52       | Црна Гора       | Немања Ђуровић         | Кариоке                 | 4           | 1                |
| 52       | Црна Гора       | Иван Ковачевић         | Иларион 2               | 4           | 0                |
| 52       | Црна Гора       | Бојан Лазаревић        | Дрезга                  | 4           | 0                |
| 52       | Црна Гора       | Јован Перишић          | Искра 2                 | 4           | 0                |
| 52       | Црна Гора       | Андрија Брајовић       | Искра 2                 | 4           | 1                |
| 63       | Црна Гора       | Лука Радетић           | Зора Забјело            | 3           | 0                |
| 63       | Црна Гора       | Стефан Поповић         | Адриа                   | 3           | 0                |
| 63       | Црна Гора       | Никола Мијовић         | Интернационал           | 3           | 0                |
| 63       | Црна Гора       | Лука Шофранац          | ОФК Никшић              | 3           | 0                |
| 63       | Црна Гора       | Милан Бакић            | Забјело                 | 3           | 0                |
| 63       | Црна Гора       | Љеон Душај             | Зора                    | 3           | 0                |
| 63       | Црна Гора       | Иван Томашевић         | ОФК Никшић              | 3           | 1                |
| 63       | Црна Гора       | Владимир Спалевић      | Олимпико                | 3           | 0                |
| 63       | Црна Гора       | Стеван Пекић           | Рибница                 | 3           | 0                |
| 63       | Црна Гора       | Велиша Радуловић       | Искра 2                 | 3           | 1                |
| 63       | Црна Гора       | Немања Савељић         | Искра 2                 | 3           | 0                |
| 63       | Црна Гора       | Андрија Горановић      | Искра 2                 | 3           | 0                |
| 63       | Црна Гора       | Богдан Обрадовић       | Искра 2                 | 3           | 2                |
| 63       | Црна Гора       | Борис Булајић          | Полет старс             | 3           | 1                |
| 63       | Црна Гора       | Иван Вујачић           | Полет старс             | 3           | 0                |
| 63       | Црна Гора       | Василије Ђедовић       | Иларион                 | 3           | 0                |
| 63       | Црна Гора       | Лука Ралевић           | Дрезга                  | 3           | 0                |
| 63       | Црна Гора       | Јован Миладиновић      | Иларион 2               | 3           | 0                |
| 63       | Јапан / Камерун | Џимбо Стивен Мијура    | Адриа                   | 3           | 0                |
| 63       | Црна Гора       | Тодор Раичковић        | Адриа                   | 3           | 0                |
| 63       | Црна Гора       | Данило Бабовић         | Полет старс             | 3           | 0                |
| 63       | Црна Гора       | Матија Дедић           | Кариоке                 | 3           | 0                |
| 63       | Црна Гора       | Сеад Абдовић           | Зора                    | 3           | 1                |
| 63       | Црна Гора       | Огњен Савељић          | Иларион 2               | 3           | 0                |
| 63       | Црна Гора       | Стефан Поповић         | Забјело                 | 3           | 0                |
| 63       | Црна Гора       | Филип Бајић            | ОФК Никшић              | 3           | 0                |
| 63       | Црна Гора       | Ваид Еминовић          | Кариоке                 | 3           | 2                |
| 63       | Црна Гора       | Владан Станишић        | Забјело                 | 3           | 0                |
| 63       | Црна Гора       | Балша Глобаревић       | Искра 2                 | 3           | 0                |
| 63       | Црна Гора       | Лука Радуловић         | Искра 2                 | 3           | 0                |
| 63       | Црна Гора       | Василије Ковачевић     | Искра 2                 | 3           | 0                |
| 63       | Црна Гора       | Максим Малешевић       | Полет старс             | 3           | 0                |
| 63       | Црна Гора       | Никола Добровић        | Дрезга                  | 3           | 0                |
| 63       | Црна Гора       | Велиша Радуловић       | Искра 2                 | 3           | 1                |
| 97       | Црна Гора       | Блажо Шоћ              | Иларион                 | 2           | 0                |
| 97       | Црна Гора       | Милош Пејурић          | Црвена стијена          | 2           | 0                |
| 97       | Црна Гора       | Никола Радоњић         | Црвена стијена          | 2           | 0                |
| 97       | Црна Гора       | Лорис Крушевци         | Рибница                 | 2           | 0                |
| 97       | Црна Гора       | Владимир Бојанић       | Интернационал           | 2           | 0                |
| 97       | Црна Гора       | Милош Вукчевић         | Искра 2                 | 2           | 0                |
| 97       | Црна Гора       | Алекса Мушикић         | Искра 2                 | 2           | 1                |
| 97       | Црна Гора       | Балша Богићевић        | Дрезга                  | 2           | 0                |
| 97       | Црна Гора       | Кристијан Лаловић      | ОФК Никшић              | 2           | 0                |
| 97       | Црна Гора       | Никола Лончар          | Полет старс             | 2           | 1                |
| 97       | Црна Гора       | Александар Кривокапић  | Забјело                 | 2           | 0                |
| 97       | Црна Гора       | Вук Пејовић            | Дрезга                  | 2           | 0                |
| 97       | Црна Гора       | Никола Поповић         | Олимпико                | 2           | 2                |
| 97       | Црна Гора       | Никола Становић        | Олимпико                | 2           | 1                |
| 97       | Јапан           | Кијатака Јасуда        | Рибница                 | 2           | 0                |
| 97       | Црна Гора       | Миљан Маровић          | Искра 2                 | 2           | 0                |
| 97       | Црна Гора       | Никола Секуловић       | Иларион                 | 2           | 0                |
| 97       | Црна Гора       | Радислав Секулић       | Забјело                 | 2           | 0                |
| 97       | Црна Гора       | Стефан Ивановић        | Црвена стијена          | 2           | 0                |
| 97       | Црна Гора       | Стефан Пулетић         | Зора Полет старс        | 2           | 0                |
| 97       | Црна Гора       | Андрија Брајовић       | Искра 2                 | 2           | 0                |
| 97       | Црна Гора       | Милош Бољевић          | Адриа                   | 2           | 0                |
| 97       | Црна Гора       | Велибор Вуковић        | Интернационал           | 2           | 1                |
| 97       | Црна Гора       | Данило Шћепановић      | Искра 2                 | 2           | 0                |
| 97       | Црна Гора       | Лазар Јанковић         | Адриа                   | 2           | 0                |
| 97       | Црна Гора       | Денад Башановић        | Иларион                 | 2           | 0                |
| 97       | Црна Гора       | Милан Јанковић         | Интернационал           | 2           | 2                |
| 97       | Црна Гора       | Владан Пуповић         | Интернационал           | 2           | 0                |
| 97       | Црна Гора       | Матија Вукославовић    | Кариоке                 | 2           | 0                |
| 97       | Црна Гора       | Филип Вукићевић        | Иларион                 | 2           | 0                |
| 97       | Црна Гора       | Божидар Пејановић      | ОФК Никшић              | 2           | 0                |
| 97       | Црна Гора       | Лука Мрвошевић         | Искра 2                 | 2           | 0                |
| 97       | Црна Гора       | Никола Дракић          | Иларион 2 Иларион       | 2           | 0                |
| 97       | Црна Гора       | Стефан Ећо             | Полет старс             | 2           | 0                |
| 131      | Црна Гора       | Филип Воротовић        | Полет старс             | 1           | 0                |
| 131      | Црна Гора       | Андрија Бакрач         | Полет старс             | 1           | 0                |
| 131      | Црна Гора       | Лука Лукић             | Адриа                   | 1           | 0                |
| 131      | Црна Гора       | Матија Вујовић         | ОФК Никшић              | 1           | 0                |
| 131      | Црна Гора       | Иван Петрушић          | ОФК Никшић              | 1           | 0                |
| 131      | Црна Гора       | Виктор Павићевић       | Интернационал           | 1           | 0                |
| 131      | Црна Гора       | Филип Павићевић        | Дрезга                  | 1           | 0                |
| 131      | Црна Гора       | Адин Шкријељ           | Рибница                 | 1           | 0                |
| 131      | Црна Гора       | Елвир Отовић           | Интернационал           | 1           | 0                |
| 131      | Црна Гора       | Балша Јанковић         | Искра 2                 | 1           | 0                |
| 131      | Црна Гора       | Милош Драгаш           | Рибница                 | 1           | 0                |
| 131      | Црна Гора       | Никола Петровић        | Дрезга                  | 1           | 0                |
| 131      | Црна Гора       | Никола Чолаковић       | Полет старс             | 1           | 0                |
| 131      | Црна Гора       | Милош Кнежевић         | Забјело                 | 1           | 0                |
| 131      | Јапан           | Никола Бојановић       | Црвена стијена          | 1           | 0                |
| 131      | Црна Гора       | Лазар Лаловић          | Адриа                   | 1           | 0                |
| 131      | Црна Гора       | Никола Лончар          | Адриа                   | 1           | 1                |
| 131      | Црна Гора       | Амар Тузовић           | Интернационал           | 1           | 0                |
| 131      | Црна Гора       | Симо Горановић         | Полет старс             | 1           | 0                |
| 131      | Црна Гора       | Милан Анђушић          | Иларион 2               | 1           | 0                |
| 131      | Црна Гора       | Јован Малишић          | Олимпико                | 1           | 0                |
| 131      | Црна Гора       | Никола Матановић       | Олимпико                | 1           | 0                |
| 131      | Црна Гора       | Африм Крушевци         | Рибница                 | 1           | 1                |
| 131      | Црна Гора       | Кристијан Шкреља       | Зора                    | 1           | 0                |
| 131      | Црна Гора       | Александар Раичковић   | Зора                    | 1           | 1                |
| 131      | Црна Гора       | Павле Ковачевић        | Зора                    | 1           | 0                |
| 131      | Црна Гора       | Јанко Вукчевић         | Адриа                   | 1           | 0                |
| 131      | Црна Гора       | Филип Максимовић       | Полет старс             | 1           | 0                |
| 131      | Црна Гора       | Сава Арчон             | Црвена стијена          | 1           | 0                |
| 131      | Црна Гора       | Стефан Морачанин       | Искра 2                 | 1           | 0                |
| 131      | Црна Гора       | Саша Рогановић         | Полет старс             | 1           | 0                |
| 131      | Црна Гора       | Мрдеља Чворовић        | Полет старс             | 1           | 0                |
| 131      | Црна Гора       | Марко Драгаш           | Забјело                 | 1           | 0                |
| 131      | Црна Гора       | Борис Бољевић          | Интернационал           | 1           | 0                |
| 131      | Црна Гора       | Немања Шалго           | Кариоке                 | 1           | 0                |
| 131      | Црна Гора       | Синиша Михајловић      | Олимпико                | 1           | 0                |
| 131      | Црна Гора       | Вук Пејовић            | Иларион 2               | 1           | 0                |
| 131      | Црна Гора       | Балша Кнежевић         | Иларион 2               | 1           | 0                |
| 131      | Црна Гора       | Борис Новаковић        | Иларион 2               | 1           | 0                |
| 131      | Црна Гора       | Милош Вукчевић         | Забјело                 | 1           | 0                |
| 131      | Црна Гора       | Алекса Томашевић       | Искра 2                 | 1           | 0                |
| 131      | Црна Гора       | Немања Брајовић        | Зора                    | 1           | 0                |
| 131      | Црна Гора       | Марко Стругар          | Олимпико                | 1           | 0                |
| 131      | Црна Гора       | Ервин Ћоровић          | Зора                    | 1           | 0                |
| 131      | Црна Гора       | Милош Стојнић          | Црвена стијена          | 1           | 0                |
| 131      | Црна Гора       | Селмир Жабељи          | Рибница                 | 1           | 0                |
| 131      | Црна Гора       | Лука Распоповић        | Олимпико                | 1           | 0                |
| 131      | Црна Гора       | Дамјан Илић            | Адриа                   | 1           | 0                |
| 131      | Црна Гора       | Живко Каљевић          | Олимпико                | 1           | 1                |
| 131      | Црна Гора       | Лео Јауковић           | Искра 2                 | 1           | 0                |
| 131      | Црна Гора       | Ален Крстовић          | Иларион 2               | 1           | 0                |
| 131      | Црна Гора       | Филип Вуковић          | Црвена стијена          | 1           | 0                |
| 131      | Црна Гора       | Лазар Кековић          | Искра 2                 | 1           | 0                |
| 131      | Црна Гора       | Никола Дракић          | Иларион                 | 1           | 0                |
| 131      | Црна Гора       | Немања Трипуновић      | Иларион                 | 1           | 0                |
| 131      | Црна Гора       | Кенан Шаљај            | Адриа                   | 1           | 0                |
| 131      | Црна Гора       | Благоје Пејановић      | ОФК Никшић              | 1           | 0                |
| 131      | Црна Гора       | Вељко Кнежевић         | Црвена стијена          | 1           | 0                |
| 131      | Црна Гора       | Дражен Анђушић         | Иларион                 | 1           | 0                |
| 131      | Црна Гора       | Младен Вучић           | Полет старс             | 1           | 0                |
| 131      | Црна Гора       | Лазар Булајић          | Полет старс             | 1           | 0                |
| 131      | Црна Гора       | Радомир Дракић         | Иларион 2               | 1           | 0                |
| 131      | Црна Гора       | Предраг Видеканић      | ОФК Никшић              | 1           | 0                |
| 131      | Црна Гора       | Иван Милошевић         | Адриа                   | 1           | 0                |
| 131      | Црна Гора       | Енис Пуровић           | Олимпико                | 1           | 0                |
| 131      | Црна Гора       | Лазар Миличић          | Зора                    | 1           | 0                |
| 131      | Црна Гора       | Ђорђије Спахић         | Зора                    | 1           | 0                |
| 131      | Црна Гора       | Никола Зечевић         | Иларион 2               | 1           | 0                |
| 131      | Црна Гора       | Милош Марковић         | Полет старс             | 1           | 0                |
| 131      | Црна Гора       | Марко Шћепановић       | Искра 2                 | 1           | 0                |
| 131      | Црна Гора       | Лука Мрвошевић         | Искра 2                 | 1           | 0                |
| 131      | Црна Гора       | Андрија Шишмиш         | Искра 2                 | 1           | 0                |
| 131      | Црна Гора       | Андрија Бошковић       | Полет старс             | 1           | 0                |
| 131      | Црна Гора       | Давид Николић          | Полет старс             | 1           | 0                |
| 131      | Црна Гора       | Немања Каварић         | Иларион 2               | 1           | 0                |
| 131      | Црна Гора       | Петар Тодоровић        | ОФК Никшић              | 1           | 0                |
| 131      | Црна Гора       | Наџет Даутовић         | Рибница                 | 1           | 0                |
| 131      | Црна Гора       | Александар Раичковић   | Црвена стијена          | 1           | 0                |
| 131      | Црна Гора       | Андрија Мугоша         | Забјело                 | 1           | 0                |
| 131      | Црна Гора       | Лука Петричевић        | Забјело                 | 1           | 1                |
| 131      | Црна Гора       | Петар Лопичић          | Забјело                 | 1           | 0                |
| 131      | Јапан           | Казуто Акаги           | Адриа                   | 1           | 0                |
| 131      | Црна Гора       | Немања Љумовић         | Дрезга                  | 1           | 0                |
| 131      | Црна Гора       | Петар Лопичић          | Интернационал           | 1           | 0                |
| 131      | Црна Гора       | Иван Вукчевић          | Интернационал           | 1           | 0                |
| 131      | Црна Гора       | Небојша Бојанић        | Кариоке                 | 1           | 0                |
| 131      | Црна Гора       | Дарко Рајковић         | Дрезга                  | 1           | 0                |